# Primaire citoyenne de 2011
Ne doit pas être confondu avec Primaire citoyenne de 2017 ou Primaire populaire.
La primaire citoyenne de 2011 fait référence à l'élection primaire organisée par le Parti socialiste et le Parti radical de gauche afin de désigner leur candidat commun à l'élection présidentielle de 2012. Le scrutin de désignation du candidat a lieu le 9 octobre 2011, suivi d'un second tour le 16 octobre suivant. Contrairement aux deux primaires précédentes de 1995 et 2006, elle est ouverte à tous les citoyens inscrits sur les listes électorales qui se reconnaissent « dans les valeurs de la gauche et de la République », et non aux seuls militants des partis concernés.
Six candidats, François Hollande, Martine Aubry, Arnaud Montebourg, Ségolène Royal, Manuel Valls et Jean-Michel Baylet se présentent et arrivent dans cet ordre au premier tour du scrutin. Au second tour, François Hollande l'emporte face à Martine Aubry. Avec près de 2,7 millions de participants au premier tour et 2,9 millions au second, cette primaire est considérée comme un succès par la plupart des éditorialistes. Par son ampleur comme par ses modalités, il s'agit de la première véritable « primaire ouverte » organisée en France.

## Modalités du scrutin
Mise en place sur proposition du secrétaire national du Parti socialiste à la rénovation Arnaud Montebourg, la primaire socialiste de 2011 n'est pas réservée aux seuls militants socialistes, contrairement aux primaires de 1995 et de 2006, mais ouverte à l'ensemble des sympathisants de gauche.
Les candidatures à la primaire citoyenne ont été déposées entre le 28 juin 2011 et le 13 juillet 2011. L'élection a eu lieu le 9 octobre 2011 et compte tenu du résultat un second tour est organisé le 16 octobre 2011.
Pour voter à cette primaire, l'électeur doit remplir un certain nombre de conditions :
- être inscrit sur les listes électorales avant le 31 décembre 2010 ou pour les Français mineurs : avoir 18 ans au moment de la présidentielle ou être membre du PS, du PRG, du MJS, ou des Jeunes Radicaux de gauche ; les étrangers pourront également voter s'ils sont membres du PS français et du MJS, mais pas du PRG ou des JRG[réf. nécessaire].
- verser une participation volontaire pour financer cette primaire (au minimum 1 €) ;
- signer par l'émargement une charte d'adhésion aux valeurs de la gauche (les listes d'émargement seront par la suite détruites sous le contrôle d'huissiers[2]). Voici l'engagement tel qu'il a été adopté[3] : « Je me reconnais dans les valeurs de la Gauche et de la République, dans le projet d’une société de liberté, d’égalité, de fraternité, de laïcité, de justice et de progrès solidaire. »

Seuls peuvent être candidats les adhérents du Parti socialiste ayant reçu un nombre suffisant de parrainages d'élus (5 % des parlementaires socialistes soit 17 parrainages, ou 5 % des membres titulaires du conseil national du Parti socialiste soit 16 parrainages, ou 5 % des conseillers régionaux ou généraux socialistes soit 100 parrainages issus d’au moins 10 départements et 4 régions, ou 5 % des maires socialistes des villes de plus de 10 000 habitants soit 16 parrainages issus d’au moins 4 régions). Il n'est autorisé qu'un seul parrainage par personne. Les partis de gauche peuvent participer à la primaire s'ils le souhaitent. Parmi les partis de gauche ayant soutenu la candidate socialiste en 2007, seul le PRG de Jean-Michel Baylet participe à la primaire, après avoir un temps émis « des réserves importantes » et posé plusieurs conditions. Le MRC de Jean-Pierre Chevènement avait quant à lui exclu toute participation. EELV a également refusé de participer à la primaire socialiste. Le PCF et le PG de Jean-Luc Mélenchon ne participèrent pas à la primaire pour se présenter ensemble aux échéances de 2012 dans le cadre du Front de gauche.
Si un candidat obtient la majorité absolue (plus de 50 % des voix), c’est lui qui est désigné. Dans le cas contraire, les deux candidats arrivés en tête au soir du 9 octobre sont qualifiés pour le second tour.
Pour organiser ces primaires, le Parti socialiste a désigné une Haute autorité, chargée d'enregistrer les candidatures, de contrôler les opérations et de proclamer les résultats définitifs des primaires. Les juristes Jean-Pierre Mignard et Mireille Delmas-Marty, ainsi que le préfet Rémy Pautrat, sont ainsi responsables de cette Haute autorité qui supervise le processus des primaires pour 2012.

## Aspects techniques et économiques
Les primaires ont coûté environ quatre millions d'euros. Les défis organisationnels furent nombreux et expliquent en grande partie le coût du dispositif : collecte des listes électorales des mairies et des préfectures, réservation de milliers de salles, sélection et formation des équipes des bureaux de vote, dispositif de communication sur les bureaux de vote, outils de collecte et de publication des résultats.
Au premier tour, les recettes de la primaire sont de l'ordre de 1,50 euro par électeur. Au second tour, la participation financière n'étant pas obligatoire pour les électeurs ayant déjà contribué le dimanche précédent, les recettes sont moindres.

## Contexte

Logotype des primaires.

En octobre 2009, les adhérents du Parti socialiste approuvent, à 67,91 %, le principe des primaires ouvertes pour la présidentielle de 2012. Cette pétition de principe a par ailleurs été confirmée par la suite. En effet, lors de la dernière modification des statuts du parti socialiste, adoptée à l’unanimité de son Conseil national du 12 septembre 2012 et approuvée le 12 octobre 2012, le principe de l'organisation de primaires pour la désignation du candidat à l'élection présidentielle a été confirmé. Ainsi, au chapitre 3 de ces statuts, l'article 5.3.2  mentionne: "Au moins un an avant l’élection présidentielle, le Conseil national fixe le calendrier et les modalités d’organisation des Primaires". Cet article est sans doute pour parti à la source de l'initiative du projet de primaires à gauche pour la présidentielle de 2017.
En janvier 2010, pour Gaël Sliman de l'institut de sondage BVA, Dominique Strauss-Kahn et Martine Aubry dominent leurs concurrents éventuels, ce qui atteste d'une évolution par rapport à une situation antérieure où aucun favori n'émergeait.
En avril 2010, celui qui était alors le seul candidat déclaré, Manuel Valls, dénonce un éventuel accord préalable passé entre Dominique Strauss-Kahn, Martine Aubry et Laurent Fabius pour ne pas être en concurrence lors de la primaire. L'existence de cet accord n'est pas niée par Laurent Fabius, qui confirme, en août suivant, qu'une « concertation des intelligences » a bien lieu entre lui, les deux candidats favoris des sondages et « d'autres dirigeants » du PS. Cette concertation en comité réduit devrait se solder par des désistements avant la primaire car, selon l'ancien Premier ministre, « nous n'allons pas, tels les héros d'Homère, nous défier les uns les autres ». Les propos de Laurent Fabius sont appuyés par son ancien bras-droit rallié à Martine Aubry, Claude Bartolone, qui déclare en septembre 2010 : « Il y aura entente. Je suis persuadé qu'il y aura comme candidature, ou celle de Dominique Strauss-Kahn, ou celle de Martine Aubry ». L'idée d'une primaire réduite à une simple confirmation d'un accord entre Dominique Strauss-Kahn et Martine Aubry est alors vivement combattue par les représentants des différents candidats déclarés ou pressentis.
En juin 2010, Ségolène Royal annonce qu'elle est prête à renoncer à son ambition si les sondages la donnent perdante, au nom de la « solidarité » avec Aubry et Dominique Strauss-Kahn. Toutefois, le 3 octobre 2010, sur la chaîne France 5, elle déclare que sa candidature reste possible sous certaines conditions : « Bien évidemment, si je suis en situation, s'il y a un rassemblement, si je suis soutenue, si je suis désignée par les primaires… ».
Le 15 mai 2011, le candidat pressenti et favori à la primaire, Dominique Strauss-Kahn, est accusé d'avoir commis une agression sexuelle à New York. Son arrestation bouleverse la primaire socialiste. François Hollande, dont l'écart avec Dominique Strauss-Kahn se réduisait de semaine en semaine, et Martine Aubry, qui avait semblé s'effacer et se résoudre à une candidature du directeur général du FMI, seraient alors, selon les sondages, les candidats les mieux placés pour l'élection présidentielle.
Le 19 mai 2011, Le Changement, projet du Parti socialiste pour l’élection présidentielle, est approuvé par 95,14 % des adhérents. Il doit servir de base au vainqueur des primaires.
Le 6 avril 2011, Gérard Larcher, alors président du Sénat, s'interroge sur la légalité de la primaire organisée par le Parti socialiste, notamment en ce qui concerne l'utilisation des fichiers électoraux. Il souhaite par ailleurs que le Sénat se penche sur ces primaires en commission des lois. Claude Guéant, ministre de l'Intérieur, reconnaît que la primaire est légale. Mais il considère qu'elle pose un problème grave car elle reviendra à publier une liste des opinions politiques des Français ; ainsi il demande des garanties sur la destruction immédiate des listes d'émargement, ce à quoi s'engage le Parti socialiste. L'UMP édite un tract avec comme slogan « primaires du PS = fichage politique ».
Le 23 juin 2011, le journaliste Guillaume Roquette se demande ce qu'on aurait dit « si le Front national avait réclamé à l’État le fichier des électeurs pour départager Bruno Gollnisch et Marine Le Pen ? ».
Le 14 juillet 2011, l'écrivain Denis Tillinac estime que le droit au secret du vote est mis en cause par cette élection interne à une tendance politique qui utilise les fichiers officiels des électeurs.
Avant le premier tour, le député du Rhône Michel Havard fait part de son opposition « à l'organisation des primaires socialistes dans les écoles de la République » et envoie une lettre à tous les directeurs des écoles primaires de Lyon afin de les informer. Le Cri du contribuable s'interroge sur leur coût pour le contribuable parisien et l'opposition municipale pose la même question à Lyon.
La CNIL se prononce à deux reprises sur le dispositif informatique envisagé, le 12 mai et le 25 juillet 2011. Elle souligne notamment que l’établissement de copies des listes électorales est conforme à la loi, qu’il n’y a pas d’enregistrement informatique des participants à la primaire et que les listes papier seront détruites au plus tard le 6 novembre 2011. La Commission indique en outre qu'elle « suivra avec la plus grande vigilance l'ensemble du processus de ces primaires pour s'assurer qu'il s'effectue dans le respect des droits des personnes. »
Le 10 octobre 2011, la majorité gouvernementale UMP minore le succès de la primaire et évoque « un problème de secret du vote ».
Le 18 octobre 2011, Jean-Pierre Mignard, président de la Haute autorité des primaires, annonce que les listes électorales comportant les émargements des millions de votants seront détruites le 21 octobre 2011 (conformément au processus validé par la CNIL).

## Candidats
Le 20 juillet 2011, la Haute Autorité des primaires citoyennes arrête la liste officielle des candidats dans l'ordre suivant, déterminée par tirage au sort.
Remarque : l'âge indiqué pour les candidats est l'âge qu'ils avaient au 20 juillet 2011, date de dépôt des candidatures.

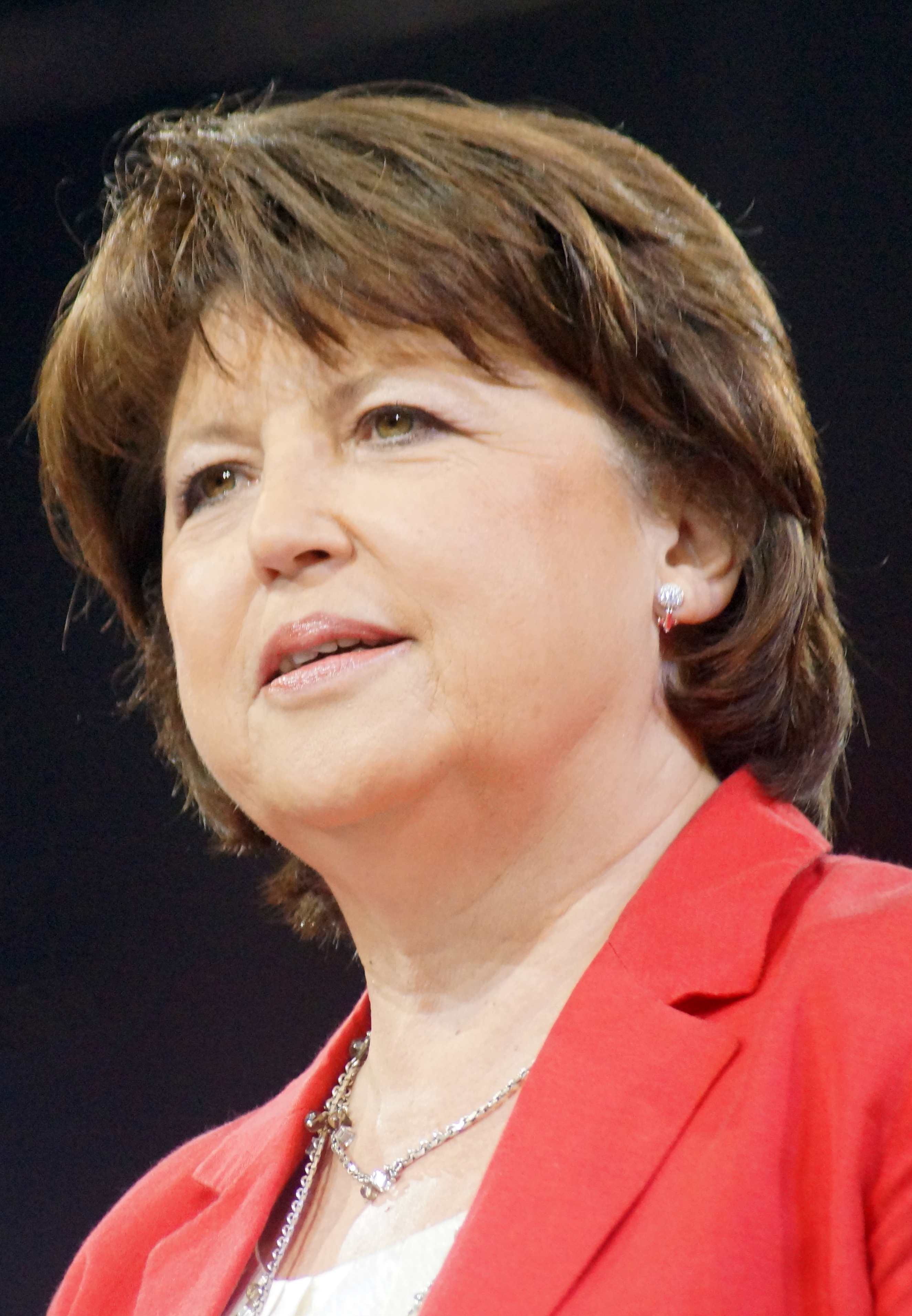
Martine Aubry
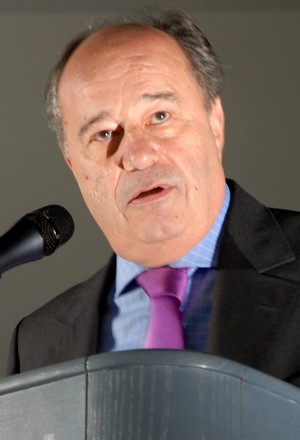
Jean-Michel Baylet
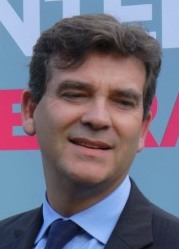
Arnaud Montebourg
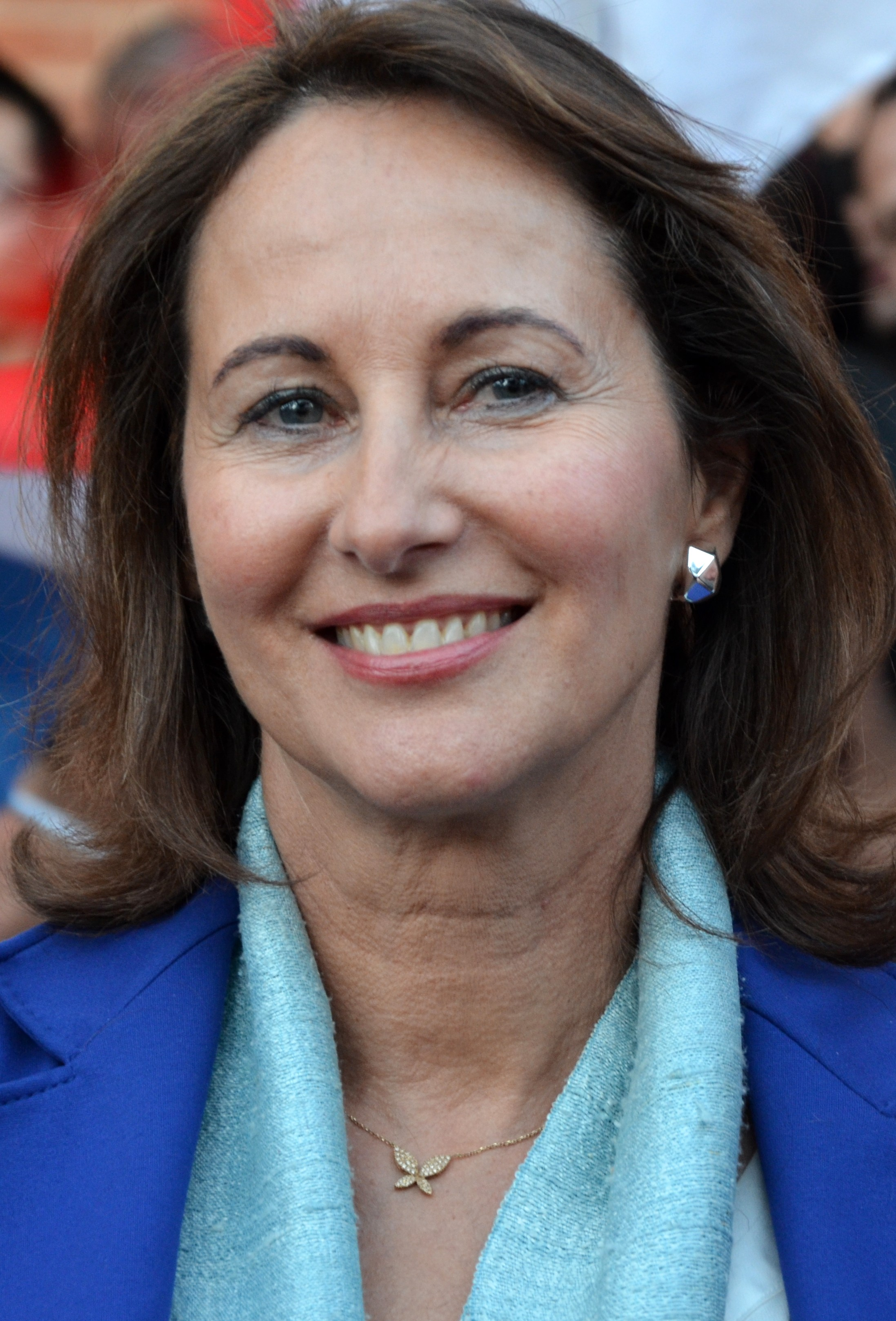
Ségolène Royal
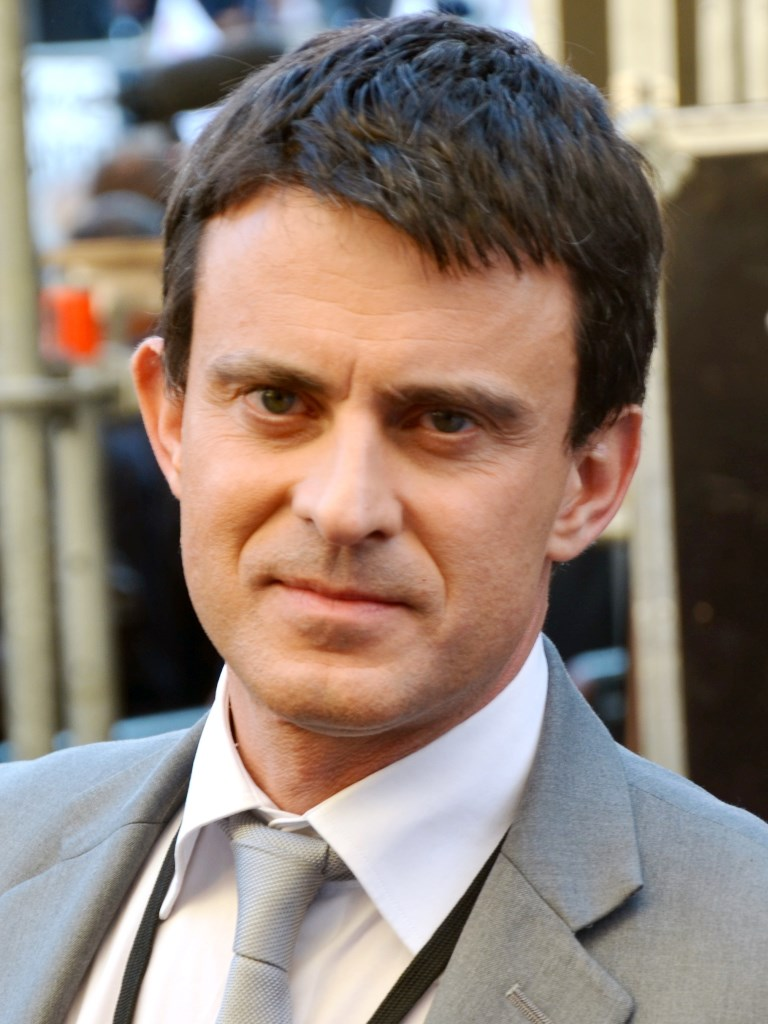
Manuel Valls

### Arnaud Montebourg
Arnaud Montebourg (48 ans), chargé de la mise en place des primaires de 2011, présente officiellement sa candidature le 20 novembre 2010. Arnaud Montebourg considère sa candidature comme « celle d'un programme de transformation » et prône la fondation d'une « VIe République ».
Lors de son annonce de candidature, il déclare : « Devant ce champ de ruine qu’est devenu le système politique, il faut avoir le courage de construire une démocratie nouvelle qui nous aidera à réaliser notre mutation. C’est ce que je vous propose de bâtir ensemble ».
Plus qu'une simple candidature à la primaire, Arnaud Montebourg se dit « candidat à la victoire ».

#### Fonctions
- Président du conseil général de Saône-et-Loire
- Député

#### Équipe de campagne
- Directeur de campagne : Aquilino Morelle
- Trésorier : John Palacin
- Porte-parole : Bertrand Monthubert, Sihem Souid, Géraud Guibert
- Conseiller politique : Thierry Mandon
- Responsable du programme : Frédérique Bredin
- Coordinateur des experts : Julien Dourgnon
- Responsables du comité de soutien : Christiane Taubira, Roland Castro
- Équipe web et discours : François-Xavier Petit

#### Programme
- Économie : Au printemps 2011, il publie l'essai Votez pour la démondialisation !, qui développe ses propositions portant sur la démondialisation[41], à partir notamment des travaux du sociologue et député philippin Walden Bello. Autour de 17 propositions[42], Arnaud Montebourg, après avoir présenté les effets néfastes de la mondialisation et de ses causes, appelle à une conversion écologique et sociale du système productif et à une révolution industrielle verte. Le 6 septembre 2011, Arnaud Montebourg annonce que sa première mesure économique serait l'instauration du « dividende du travailleur »[43]. Le 9 septembre, lors d'une réunion politique à Port-Leucate[44], il propose « le protectionnisme européen pour défendre les emplois et l'industrie » et préconise de « lutter contre la mondialisation, un puits sans fond pour écraser les salariés ». Sur un plan plus interne à son parti, il affirme aussi vouloir « rénover le PS ».
- Institutions : Arnaud Montebourg souhaite l'instauration d'une VIe République.

#### Soutiens
- Anciens ministres : Frédérique Bredin ;
- Parlementaires, maires et présidents de conseils régionaux ou généraux : Geneviève Gaillard, Éric Gautier, Jean Launay[45], Gilbert Le Bris, Thierry Mandon, Christiane Taubira ;
- Autres personnalités politiques : Michel Moine
- Personnalités hors politique : Roland Castro, Bertrand Monthubert, Sihem Habchi, Sihem Souid, Emmanuel Todd, Michel Onfray[46].

### Martine Aubry
Sans officialiser une candidature ou une non-candidature, Martine Aubry (60 ans) annonce dès 2010 qu'elle ne sera pas candidate contre Dominique Strauss-Kahn, étant prête à s'effacer au profit du candidat le mieux placé dans les sondages. La même année, elle déclare qu'elle annoncera sa décision définitive quelques jours avant le dépôt des candidatures à la primaire, soit en juin 2011.
Le 3 mai 2011, Le Nouvel Observateur annonce que Martine Aubry aurait annoncé à son entourage son intention de ne pas être candidate à la primaire socialiste, et de soutenir Dominique Strauss-Kahn, favori des sondages. Cette information est démentie par l'intéressée. Quelques jours plus tard, la mise en cause de Dominique Strauss-Kahn dans une affaire d'agression sexuelle relance l'idée d'une candidature de Martine Aubry à la primaire. Elle déclare le 22 mai 2011 qu'elle « prendra ses responsabilités », sans toutefois déclarer officiellement sa candidature.
Martine Aubry se déclare officiellement candidate le jour de l'ouverture des dépôts des candidatures, le 28 juin 2011.

#### Fonctions
- Première secrétaire du Parti socialiste
- Ministre de 1991 à 1993 et de 1997 à 2000 (« numéro deux » du gouvernement)
- Maire de Lille

#### Équipe de campagne
- Directeur de campagne : François Lamy
- Porte-parole : Anne Hidalgo, Olivier Dussopt
- Conseillers : Dominique de Combles de Nayves (Conseiller diplomatique), Louis Gautier (Conseiller défense), Didier Fusillier (Conseiller culture)
- Chargés d'un thème : Guillaume Bachelay (Coordination « contenus » / Industrie-Innovation-PME), Christian Paul (Forum des idées, relations avec les think-tanks et les intellectuels), Michel Destot, Jacques Auxiette, Marie-Françoise Pérol-Dumont et André Laignel (Relations avec les élus), Christophe Borgel (Relations avec le parti), Daniel Goldberg (Relations avec l’Assemblée nationale), Alain Anziani, Jean-Pierre Sueur et Simon Sutour (Relations avec le Sénat), David Assouline (Événements et initiatives), Pouria Amirshahi (Mobilisation militante), Claude Posternak (Communication), Axel Kahn (Refonder le progrès), Daniel Kaplan (Société numérique), Pierre-Alain Muet et Daniel Cohen (Économie-Finances-G20), Laurence Rossignol, Philippe Martin et Pierre Radanne (Écologie-Énergie), Alain Vidalies et Yves Lichtenberger (Travail-Emploi), Germinal Peiro et Régis Hochard (Agriculture-Ruralité moderne), Christian Eckert et Bernard Soulage (Transports), Marie-Guite Dufay et André Dupon (Économie sociale et solidaire), Isabelle This Saint-Jean et Vincent Berger (Recherche-Université), Catherine Trautmann et Pervenche Berès (Europe), Jean-Christophe Rufin et Jean-Michel Severino (Nord-Sud, Cooperation, Rayonnement), Élisabeth Guigou, Marie-Pierre de la Gontrie et Henri Leclerc (Justice), Jean Glavany et Yamina Benguigui (Laïcité-Identité républicaine), François Pupponi et Abdelhak Kachouri (Sécurité), Pierre Cohen et Djamel Klouche (Ville-Logement), Annie Guillemot et Claude Dilain (Quartiers-Banlieues), François Brottes, Razzy Hammadi et Maya Beauvallet (Services publics), François Bonneau et Marie-Françoise Pérol-Dumont (Territoires-Décentralisation), Patrick Lebreton, Gilbert Annette, Félix Desplan et Ibrahim Aboubacar (Outre-Mers), Bruno Julliard et Claude Lelièvre (Éducation), Adeline Hazan, Paul Bouchet et Michel Wieviorka (Droits de l’homme - Lutte contre les discriminations), Caroline De Haas et Françoise Héritier (Femmes), Jean Mallot, Brigitte Dormont et Pr. Alain Fischer (Santé-Sécurité sociale), Thierry Marchal-Beck et Rama Sall (Jeunesse), Charlotte Brun et Pr. Jean-Claude Ameisen (Personnes âgées–Dépendance-Handicap), Sandrine Mazetier et El Mouhoud Mouhoud (Immigration), Valérie Fourneyron et Yohann Diniz (Sports), Patrick Bloche et Sandrine Bonnaire (Culture-Média).

#### Programme
- Économie : Le 2 septembre 2011, lors d'une réunion politique à Toulouse[51], Martine Aubry s'engage à présider une « République qui sera exemplaire », promet une « règlementation plus stricte de la finance qui devra vraiment être au service de l'industrie, […] par exemple que les impôts des grandes entreprises, actuellement de 8 % grâce aux bénéfices, reviennent au niveau des impôts des PME, c'est-à-dire 34 % ». Elle envisage la création d'une « banque publique d'investissements qui sera régionalisée » et évoque « une sortie progressive mais effective du nucléaire ». Elle est favorable au droit à la retraite à 60 ans à taux plein pour tous ceux qui ont commencé à travailler tôt, et à la liberté de choix pour les autres.
- Culture : Martine Aubry souhaite augmenter le budget de la culture de 30 à 50 %[52].
- Questions de société : Martine Aubry se prononce en faveur de la dépénalisation du cannabis[53], du mariage entre personnes de même sexe et du vote des étrangers aux élections municipales.

#### Soutiens
- Anciens Premiers ministres : Laurent Fabius[54], Pierre Mauroy[55] ;
- Anciens ministres : Claude Bartolone, Robert Chapuis, Jacques Chérèque, Jacques Delors, Tony Dreyfus, Henri Emmanuelli, Charles Fiterman (au second tour), Jean Glavany, Élisabeth Guigou[56], Paulette Guinchard, Charles Josselin, Pierre Joxe, André Laignel, Marylise Lebranchu, Marie-Noëlle Lienemann[57], Martin Malvy, Paul Quilès, Alain Richard, René Souchon, Catherine Tasca, Catherine Trautmann, Dominique Voynet ;
- Parlementaires, maires et présidents de conseils régionaux ou généraux : Jean-Claude Antonini, Alain Anziani[58], Arlette Arnaud-Landau[59], David Assouline, Jacques Auxiette, Gérard Bapt, Christian Bataille, Marie-Noëlle Battistel, Laurent Beauvais, Gisèle Biémouret, Patrick Bloche, François Bonneau[60], Jean-Michel Boucheron, Christophe Bouillon, Jean-Claude Boulard, François Brottes, Marie-Odile Bouillé, Jean-Claude Boulard, Pierre Bourguignon, Pascal Buchet[59], Jean-Christophe Cambadélis[61], Alain Cacheux, Christophe Caresche, Françoise Cartron, Laurent Cathala, Gérard Caudron[62], Bernard Cazeau, Jean-Paul Chanteguet, Alain Claeys, Gilles Cocquempot, Pierre Cohen, Catherine Coutelle, Pascale Crozon, Yves Dauge, Michel-François Delannoy, Bertrand Delanoë, Daniel Delaveau, François Deluga, Gilles Demailly, Jean-Pierre Demerliat, Harlem Désir, Jean-Louis Destans, Michel Destot[63], Michel Dinet, Jean-Pierre Dufau, Marie-Marguerite Dufay, Laurence Dumont, Jean-Louis Dumont, Dominique Dupilet, Yves Durand, Philippe Duron, Olivier Dussopt, Christian Eckert, Corinne Erhel, Martine Faure, Hervé Féron, Pierre Forgues, Valérie Fourneyron[64], Jean-Claude Frécon, Jean-Louis Gagnaire, Jean Gaubert, Charles Gautier, Catherine Génisson, Claude Gewerc, Samia Ghali[65], Daniel Goldberg[66], David Habib, Adeline Hazan, Jean-Paul Huchon, Liem Hoang Ngoc[59], Sandrine Hurel, Jean-Louis Idiart, Françoise Imbert, Michel Issindou, Serge Janquin, Annie Jarraud-Vergnolle, Henri Jibrayel, Patrice Joly, Régis Juanico, Marietta Karamanli, Bariza Khiari, Conchita Lacuey, François Lamy, Colette Langlade, Philippe Lavaud, Patrick Lebreton, Dominique Lefebvre, Patrick Lemasle, Catherine Lemorton, Jean-Claude Leroy, Alain Le Vern, François Loncle, Philippe Madrelle, Bruno Magnier, Jean Mallot, Hélène Mandroux, Jacqueline Maquet, Marie-Lou Marcel, Marie-Claude Marchand, Didier Marie, Jean-René Marsac, Philippe Martin, Martine Martinel, Frédérique Massat, Marc Massion, Didier Mathus, Alain Maurice, Sandrine Mazetier[67], Rachel Mazuir, Kléber Mesquida, Jean Michel, Jean-Pierre Michel, Pierre-Alain Muet, Alain Néri, Marie-Renée Oget, Christian Paul, Germinal Peiro, Jean-Luc Perat, Marie-Françoise Pérol-Dumont, Jean-Claude Peyronnet, Martine Pinville, Philippe Plisson, François Pupponi, Paul Raoult, Marie-Line Reynaud, Marcel Rogemont, Yves Rome, Laurence Rossignol, Jean-Pierre Sueur, Simon Sutour, Michel Teston, René Vandierendonck, André Vantomme, Michel Vergnier, André Vézinhet, Alain Vidalies[68], Jean-Claude Villemain, Jean-Claude Viollet, Henri Weber, Richard Yung ;
- Autres personnalités politiques : Pouria Amirshahi, Gilbert Annette, Denis Baupin, Francine Bavay, Pascale Boistard[69], Christophe Borgel, José Bové, Charlotte Brun, Gwenegan Bui, Philippe Buisson, Philippe Darriulat, Michel Dasseux, Antoine Détourné, Josette Durrieu, Gérard Filoche[70], Marie-Pierre de La Gontrie, Thérèse Guilbert, Caroline De Haas, Alain Geismar, Razzy Hammadi, Benoît Hamon, Anne Hidalgo, Patrick Jeanne[59], David Lebon, Alain Lipietz, Emmanuel Maurel, Gilles Pargneaux[71], Claude Roiron, Barbara Romagnan ;
- Personnalités hors politique : Jamel Debbouze[72], Yohann Diniz[73], François Dubet, Éric Dupond-Moretti, Pierre Encrevé, Roger Establet, Miguel Ángel Estrella, Alain Fischer, Catherine Frot, Olivier Girault, Maurice Godelier, Mathieu Goubel, Serge Hefez, Bernard-Henri Lévy, Françoise Héritier, Stéphane Hessel[74],[75],[76], Edmond Maire[77], Pierre Martot[78].

### Jean-Michel Baylet
Le 4 juin 2011, le PRG annonce que Jean-Michel Baylet (64 ans) pourrait envisager de se présenter à la primaire socialiste. Le 6 juillet 2011, le PRG confirme la candidature de l'ancien ministre à la primaire socialiste.

#### Fonctions
- Ancien ministre
- Président national du Parti radical de gauche (PRG)
- Sénateur
- Président du conseil général de Tarn-et-Garonne

#### Équipe de campagne
- Directeur de campagne : Harold Huwart.
- Porte-parole, Coordination politique : Guillaume Lacroix et Jean-Bernard Bros.
- Conseil politique : Bernard Castagnède, Jean-François Hory, Thierry Jeantet, Chantal Berthelot, Gérard Charasse, Paul Giacobbi, Annick Girardin, Joël Giraud, Albert Likuvalu, Jeanny Marc, Dominique Orliac, Sylvia Pinel, Chantal Robin-Rodrigo, Nicolas Alfonsi, Yvon Collin, François Fortassin, Françoise Laborde, Jacques Mézard, Jean Milhau, Jean-Pierre Plancade, Raymond Vall et François Vendasi.
- Cellule projet politique : Roger-Gérard Schwartzenberg, Thierry Braillard, Élisabeth Boyer, Claudette Brunet-Lechenault et Patrick Molinoz.
- Cellule communication : Eddie Aït, Gilles Alayrac, Grégoire Augé, Guillaume Baldy, Fabrice Dalongeville, Franck Guéguéniat, Fabrice Moulin, Sandra-Elise Reviriego et Pascal-Éric Lalmy (Relations presse).

#### Programme
- Économie : Le 2 septembre 2011, dans son livre L'Audace à gauche, Jean-Michel Baylet fait ses « trente propositions pour la France »[80]. Il propose de « construire une politique économique commune de la zone euro » et une « Europe fédérale » avec un « budget communautaire alimenté par un impôt européen », et d'« inscrire dans la loi les règles prudentielles » abandonnées par les banques.
- Questions de société : Jean-Michel Baylet se dit favorable au mariage entre personnes de même sexe, à l'euthanasie et à la légalisation du cannabis.

#### Soutiens
- Anciens ministres : Roger-Gérard Schwartzenberg, Bernard Tapie[81]
- Parlementaires, maires et présidents de conseils régionaux ou généraux : Eddie Aït, Nicolas Alfonsi, Chantal Berthelot (PSG), Gérard Charasse, Paul Giacobbi, Yvon Collin, Anne-Marie Escoffier, François Fortassin, Annick Girardin, Joël Giraud, Bernard Keller, Françoise Laborde, Albert Likuvalu (PS Wallis-et-Futuna), Jeanny Marc (GUSR), Jacques Mézard, Jean Milhau, Dominique Orliac, Sylvia Pinel, Jean-Pierre Plancade, Chantal Robin-Rodrigo[82], Alain Tourret, Raymond Vall, François Vendasi, Émile Zuccarelli[83]
- Autres personnalités politiques : Thierry Braillard, Jean-Pierre Defontaine, Jean-Michel Marchand, Patrick Mottard, Jacques Rebillard, Fodé Sylla, Yves Piétrasanta (GE)
- Formations politiques : Bureau national du PRG, Génération écologie[84], Mouvement des Libéraux de Gauche[85]
- Personnalités hors politique : Delphine Philbert[86]

### Manuel Valls
Manuel Valls (48 ans) fait partie des premiers socialistes à annoncer sa candidature à la primaire. Le 14 juin 2009, il déclare : « Si on ne me prouve pas qu'un autre socialiste peut mieux que moi porter le renouvellement - et pour l'instant je ne vois pas - je porterai ces idées moi-même […] Clairement, je serai candidat à des primaires pour représenter les socialistes et la gauche à la présidentielle ». Il confirmera ces propos le 9 avril 2010 en déclarant : « En exprimant mon souhait d'être candidat à l'élection présidentielle de 2012, j'espère créer les conditions d'une nouvelle donne pour notre nation ». Il estime le 2 janvier 2011 que si la gauche l'emporte il faudra « déverrouiller les 35 heures ».
Après s'être rallié à une éventuelle candidature de Dominique Strauss-Kahn, l'inculpation de ce dernier pour agression sexuelle pousse Manuel Valls à annoncer à nouveau officiellement sa candidature à la primaire socialiste le 7 juin 2011.

#### Fonctions
- Député
- Maire d'Évry

#### Équipe de campagne
- Directeur de campagne : Luc Carvounas
- Présidents du comité de soutien : Natalia Baleato et Pierre Tambourin
- Porte-parole : Zohra Bitan, Ali Soumaré, Thomas Chadoeuf-Hoebeke
- Conseillers politiques : Michèle Sabban, Francis Chouat
- Coordination de la campagne et relation avec le parti : Sébastien Gros, Carlos Da Silva, Fayçal Douhane
- Animation du réseau politique : Jean Denat, Annie Laffin, Philippe Saurel, Philippe Esnol
- Relations avec le tissu associatif : Hatouma Doucouré
- Conseiller presse et communication : Christian Gravel
- Conseiller chargé des discours et des éléments de langage : Harold Hauzy
- Coordinateur du comité scientifique : Tangi Le Nevé Ricordel

#### Programme
- Immigration : Le 2 septembre 2011, lors d'un entretien à La Voix du Nord, Manuel Valls affirme que « l'immigration sera un thème important de la prochaine campagne présidentielle ». Il propose de « définir des quotas migratoires établis selon nos capacités d'accueil et organisés prioritairement avec les pays qui sont des partenaires historiques et économiques comme ceux du Maghreb ou de la zone CFA »[91].
- Économie : Manuel Valls est le seul socialiste crédité par l'hebdomadaire britannique The Economist d'avoir un programme économique qui n'est pas figé dans les années 1980. Selon l'hebdomadaire, il est le seul à livrer un discours responsable et honnête qui regarde la vérité fiscale de la France en face[92],[93]. En janvier 2011, il annonce vouloir « déverrouiller les 35 heures. » Il se dit favorable en septembre 2011 à une baisse d'« au moins 20 % » du salaire du président et des ministres[94]. Il n'est pas pour la restauration de l'âge de départ à la retraite à 60 ans.

#### Soutiens
- Parlementaires, maires et présidents de conseils régionaux ou généraux : Philippe Esnol, René Rouquet ;
- Autres personnalités politiques : Luc Carvounas, Michèle Sabban[95], Ali Soumaré[96] ;
- Personnalités hors politique : Pierre Tambourin.

### François Hollande
François Hollande (56 ans) se déclare officiellement candidat à la primaire socialiste le 31 mars 2011, à la suite de sa réélection à la présidence du conseil général de la Corrèze.
Dans le cadre de la précampagne de la primaire socialiste, François Hollande apparaît comme le concurrent de Dominique Strauss-Kahn, directeur général du FMI et favori des sondages. Il affirme sa volonté de devenir un « président normal » et effectue plusieurs voyages en province. Alors que les intentions de vote en faveur de François Hollande continuent à progresser, Dominique Strauss-Kahn est accusé d'agression sexuelle et arrêté à New York le 14 mai 2011, ce qui empêche son retour en France. Dès lors considéré comme le favori de la primaire, François Hollande doit faire face à la montée de Martine Aubry dans les enquêtes d'opinion à la suite de l'annonce, le 28 juin 2011, de la candidature de cette dernière. À partir de la mi-juillet, François Hollande est de nouveau en tête des sondages. Durant sa campagne marquée par des formules assassines et des petites phrases, il est notamment critiqué pour son bilan à la tête du Parti socialiste et à son manque d'expérience ministérielle.
Au second tour, les quatre candidats éliminés au premier tour Jean-Michel Baylet, Arnaud Montebourg, Ségolène Royal et Manuel Valls le rallient.

#### Fonctions
- Président du conseil général de la Corrèze
- Député
- Ancien premier secrétaire du Parti socialiste

#### Équipe de campagne
- Équipe de coordination : Pierre Moscovici (coordinateur), Gérard Collomb (relation avec les entreprises, grandes villes), Julien Dray (relation avec les acteurs culturels), Aurélie Filippetti (relation avec les intellectuels), Stéphane Le Foll (organisation de la campagne), Bruno Le Roux (organisation des primaires), Vincent Peillon (discours, projets, idées), François Rebsamen (animation des réseaux, élus), Michel Sapin (experts, argumentaires, veille), Marisol Touraine (relations avec les acteurs sociaux), André Vallini (relations institutionnelles), Kader Arif (relations avec le parlement européen), Maurice Braud (international), Olivier Faure (communication), Vincent Feltesse (campagne numérique), Thierry Lajoie (cabinet), Faouzi Lamdaoui et Safia Otokoré (conseiller presse), Patrick Mennucci (évènements).

- Responsables thématiques : Jérôme Cahuzac (Finances et comptes publics), Karine Berger et Nicole Bricq (Politique économique), Geneviève Fioraso et Jean-Yves Le Déaut (Innovation et recherche), Alain Rousset et Cécile Ha Munh Tu (Industrie), Martial Bourquin et Patricia Schillinger (Entreprises), Sylvie Guillaume et Marie-Arlette Carlotti (Coopération et développement), Alexandre Medvedowski (Intelligence économique), Rémi Branco et Nisrine Zaibi (Jeunesse), Marisol Touraine (Affaires sociales), Pascal Terrasse et Luc Broussy (Retraites et dépendance), Thierry Repentin et Philippe Doucet (Logement), Christophe Sirugue (Insertion par l'économique), Benjamin Griveaux (Économie sociale et solidaire), Sébastien Pietrasanta (Famille), Christine Priotto (Vie associative), Marc Mancel et Claude Pigement (Santé), Aurélie Filippetti et Manuel Flam (Développement durable et environnement), Jean-Jacques Thomas (Aménagement du territoire), Bernadette Laclais et Philippe Sarre (Ville et Urbanisme), Vincent Eblé, Robert Navarro[102] et Roland Ries (Transport), Bernard Roman et Émeric Bréhier (Institutions), Yves Krattinger et Jean-François Debat (Décentralisation et collectivités locales), Didier Arnal (Finances locales), André Vallini (Justice), François Rebsamen (Sécurité et Intérieur), Jean-Yves Le Drian (Défense), Victorin Lurel (Outre-Mer), Jean Germain et Valérie Rabault (Éducation), Catherine Veyssy (Formation professionnelle), Pierre Schapira et Ludovic Freygefond (Relations internationales), Kader Arif et Monique Saliou (Europe), Jacques Bascou (Commerce international), Julien Dray et Karine Gloanec Maurin (Culture), Michel Françaix (Audiovisuel), Vincent Feltesse (Numérique), François Patriat (Agriculture et consommation), Frédéric Cuvillier (Mer, pêche), Matthias Fekl et Eduardo Rihan Cypel (Immigration), Safia Otokoré et Pascal Bonnetain (Sport).

#### Programme
- Éducation : Le 9 septembre 2011, à Soissons, François Hollande annonce vouloir faire « une loi de programmation qui permettra de récréer […] sur les cinq ans […], les 60 000 à 70 000 postes [d'enseignants] supprimés » [depuis 2007][103].
- Écologie : Il maintient, le 15 septembre lors du premier débat inter-candidats, la promesse de réduire en un peu plus de dix ans la part du nucléaire de 75 % à 50 % dans la production d'électricité[104].
- Économie : François Hollande prévoit par ailleurs une baisse de 30 % du salaire du Président de la République[105]. Il est favorable au rétablissement du droit à partir en retraite à 60 ans pour ceux qui auront cotisé 41 ans et demi.

#### Soutiens
- Anciens Présidents : Jacques Chirac[106]
- Anciens ministres : Jean-Michel Baylet (au second tour), Michel Delebarre[107], Roland Dumas[108], Jean-Pierre Jouyet, Jack Lang[109], Pierre Moscovici[110], François Patriat[111], Ségolène Royal (au second tour), Michel Sapin, Daniel Vaillant[112][source insuffisante], Michel Vauzelle[113], Kofi Yamgnane[114].
- Parlementaires, maires et présidents de conseils régionaux ou généraux : Yves Ackermann, Michèle André, Kader Arif, Bertrand Auban, Jean-Marc Ayrault[115], Jean-Paul Bachy[116], Jacques Bascou, Jean-Pierre Bel[117],[118],[119], Claude Bérit-Débat[120], Jean Besson, Jacques Bigot[121], Maryvonne Blondin, Nicole Bonnefoy, Yannick Botrel, Monique Boulestin, Christian Bourquin[122], Martial Bourquin, Bernadette Bourzai, Michel Boutant, Jean-Paul Bret[123], Nicole Bricq, Guy Chambefort[124], Jérôme Cahuzac[125], Monique Cerisier-ben Guiga, Yves Chastan, Marie-Françoise Clergeau, Gérard Collomb, Bernard Combes[126], François Cuillandre[127], Frédéric Cuvillier, Claude Darciaux, Yves Daudigny, Jean-François Debat, Pascal Deguilhem[128], Michèle Delaunay, Christiane Demontès, Jean-Paul Denanot, Bernard Derosier[129], Philippe Doucet, Julien Dray[130], Odette Duriez, Vincent Eblé, Albert Facon, Vincent Feltesse, Guy Ferez[131], Aurélie Filippetti[132], Geneviève Fioraso, Jean-Louis Fousseret, Michel Françaix, Bernard Frimat, Jean Germain[133], Jacques Gillot[134], Serge Godard[135], Marc Goua, Jean-Yves Gouttebel, Dominique Gros[136], Philippe Grosvalet[137], Didier Guillaume[138], Sylvie Guillaume, Jacques Hélias, Odette Herviaux, Danièle Hoffman-Rispal, Robert Hue[139], Monique Iborra, Claude Jeannerot[140], Armand Jung, Yves Krattinger[141], Ronan Kerdraon[142], Virginie Klès, Jean-Pierre Kucheida, Bernadette Laclais, Jean-Yves Le Déaut, Jean-Yves Le Drian[143], Stéphane Le Foll, Annick Le Loch, Bruno Le Roux, Raymonde Le Texier, Claudine Lepage, Annick Lepetit, Michel Liebgott, Jean-Jacques Lozach, Victorin Lurel[144], Jacques Mahéas[145], Louis-Joseph Manscour, Jean-Pierre Masseret[146], Michel Ménard, Gérard Miquel[45], Jean-Jacques Mirassou, Arnaud Montebourg (au second tour), Michel Moyrand, Philippe Nauche, Vincent Peillon[147], Daniel Percheron, Sébastien Pietrasanta, Jean-Paul Planchou, Bernard Poignant, Alain Rafesthain, François Rebsamen[148], Thierry Repentin, Roland Ries[149], Alain Rodet, Bernard Roman, Gwendal Rouillard, Alain Rousset, Philippe Sarre, Odile Saugues, Patricia Schillinger, Christophe Sirugue, Pascal Terrasse, Marisol Touraine, Jean-Marc Todeschini, Jean-Louis Tourenne[150], Patricia Schillinger, André Vallini, Manuel Valls (au second tour), Jean-Marc Vayssouze-Faure, Jean-Michel Villaumé, Maurice Vincent[151].
- Autres personnalités politiques : Patrick Allemand, Didier Arnal, Jacques Attali[152], Joël-Guy Batteux[153], Azouz Begag, Guy Bono, Malek Boutih[132], Alain Calmette, Marie-Arlette Carlotti[65], Eugène Caselli, Lyne Cohen-Solal, Yann Galut, Cécile Helle, Faouzi Lamdaoui, Béatrice Marre, Patrick Mennucci[130], Safia Otokoré, Martine Roure, Pierre Schapira, Christian Troadec.
- Personnalités hors politique : Josiane Balasko[154], Benjamin Biolay[155], Noël Le Graët[156], Denis Podalydès[157].

### Ségolène Royal
Ségolène Royal (57 ans) annonce sa candidature à la primaire socialiste le 29 novembre 2010 dans les colonnes du journal La Nouvelle République et déclare : « J’ai longuement réfléchi et beaucoup consulté. Le moment est venu d’avancer dans la clarté et la simplicité : ma réponse est oui. Je sais d’expérience qu’il faut plus que quelques mois pour se préparer et pour rassembler. Qui ne voit que la droite est déjà en campagne d’ailleurs elle ne s’en cache pas ». Sa candidature est perçue comme une surprise par la plupart des observateurs, car la Première secrétaire du Parti socialiste Martine Aubry avait évoqué un accord possible de candidature commune entre elle-même, Ségolène Royal et Dominique Strauss-Kahn, conformément à ce que Ségolène Royal avait proposé six mois plus tôt. Mais après la déclaration de Martine Aubry, elle avait cependant démenti toute idée de pacte entre eux. À deux jours de l'ouverture officielle du dépôt des candidatures, le 26 juin 2011, Ségolène Royal annonce officiellement et confirme sa candidature à la primaire lors d'une réunion politique à Arçais dans le Marais poitevin en Poitou-Charentes. Le 29 juin 2011, elle est la première à faire parvenir par courrier sa liste de parrainages d'élus, composées de 100 conseillers régionaux et départementaux issus de 4 régions et de 8 départements différents. Ségolène Royal précise qu'elle a « choisi de mobiliser les élus de base » et ajoute qu'elle n'est pas « dans la course aux signatures, car la primaire ne sera pas un congrès du PS ».
Elle s'était présentée à la primaire présidentielle socialiste de 2006, qu'elle avait remportée avec 60,65 % des voix, au premier tour, face à Dominique Strauss-Kahn et Laurent Fabius. Elle fut par la suite battue au second tour de l'élection présidentielle de 2007 par Nicolas Sarkozy en récoltant 46,94 % des voix.

#### Fonctions
- Candidate du Parti socialiste à l'élection présidentielle de 2007
- Ancienne ministre et députée
- Présidente du conseil régional de Poitou-Charentes

#### Équipe de campagne[163]
- Conseiller spécial, responsable des relations internationales et des thématiques régaliennes : Jean-Louis Bianco
- Directrice de campagne : Dominique Bertinotti
- Secrétaire générale de la campagne, chargée de l'animation des réseaux et des relations avec la société civile : Najat Vallaud-Belkacem
- Porte-parole : Guillaume Garot
- Chefs du pôle Propositions, argumentaires, notes de fond et finalisation du projet : Delphine Batho et Nicolas Cadène
- Responsable de la relation avec les élus : Jean-Jack Queyranne
- Responsable des relations avec les territoires d'outre-mer et les Français de l'étranger : Bernard Lesterlin
- Conseillère, chargée des déplacements de terrain : Françoise Degois
- Responsable de la campagne de terrain, des porte-à-porte : Emmanuel Espanol
- Responsables de la mobilisation des quartiers populaires : Kamel Chibli et Brahim Abbou
- Responsable des aspects juridiques : Béatrice Patrie
- Responsable des Universités populaires participatives : Salim Abdelmadjid
- Tête chercheuse / conseillère spéciale : Sophie Bouchet-Petersen
- Mandataire financier de la campagne : Yves Debien
- Responsables Internet et campagne jeunes : Laurent Grave-Raulin, Cyril Cibert
- Responsable de l’organisation des réunions politiques : Denis Leroy
- Responsable du site Internet Segorama[164] : Philippe Bourdon
- Secrétariat particulier : Emmanuelle Huet
- Directeur de cabinet : Alexandre Godin
- Chef de cabinet : Guillaume Choisy

#### Programme
Le 10 septembre, lors d'une réunion politique à Montreuil, Ségolène Royal détaille son programme :
- Économie : Elle est favorable au rétablissement du droit à la retraite à 60 ans.
- Institutions : Elle s'engage notamment « à construire […] la République du respect par l'ordre social juste et la participation active des citoyens », « une République nouvelle » qui « redonnera sa juste place à chacune de nos institutions », à « inscrire dans la Constitution la règle d'une bonne gestion des fonds publics », à « instaurer une justice fiscale sans augmenter les impôts », à fixer « des règles sociales et fiscales stables sur la durée du quinquennat ».

#### Soutiens
- Anciens Premiers ministres : Édith Cresson[166]
- Anciens ministres : Jean-Louis Bianco[167], Charles Fiterman[168], Louis Mermaz[169], Jean-Jack Queyranne[170], Yvette Roudy[171] ;
- Parlementaires, maires et présidents de conseils régionaux ou généraux : Delphine Batho[172], Dominique Bertinotti[172], Maxime Bono[172], Danielle Bousquet[124], Jean-Michel Clément[172], Dominique Gambier[173], Guillaume Garot[172], Jean-Patrick Gille[124], Gaëtan Gorce, Pascale Got, Bernard Lesterlin[172], Serge Letchimy[174], Martine Lignières-Cassou[124], Catherine Quéré[172] ;
- Autres personnalités politiques : Sophie Bouchet-Petersen[175], Maxime Brunerie[176], Béatrice Patrie[172], Najat Vallaud-Belkacem[172] ;
- Personnalités hors politique : Pierre Bergé[177], Cali, Hélène Cixous, Françoise Degois[178], Marc Ferro, Ariane Mnouchkine[179], Edgar Morin[180].

## Personnalités non candidates

### Personnalités ayant renoncé à se présenter
- Jean-Marc Ayrault, président du groupe socialiste à l'Assemblée nationale, déclare début 2011 qu'il ne désire pas se présenter à la primaire de 2011, ne jugeant pas une envie d'être président de la République assez forte. Il fait connaître en juillet 2011 son soutien pour François Hollande.
- Jean-Louis Bianco, député et président du conseil général des Alpes-de-Haute-Provence, n'excluait pas de se présenter à la primaire socialiste si Ségolène Royal n'était pas candidate. Cette dernière étant candidate, il ne se lance pas dans la course des primaires et soutient la présidente de la région Poitou-Charentes.
- Gérard Collomb, maire de Lyon, avait annoncé dès 2010 qu'il pourrait se présenter si Dominique Strauss-Kahn n'était pas candidat. Malgré la non-candidature de Dominique Strauss-Kahn à la suite de son arrestation en mai 2011, Gérard Collomb décide de ne pas se présenter à la primaire socialiste, préférant soutenir François Hollande.
- Bertrand Delanoë, maire de Paris, confirme en mai 2011 qu'il ne sera pas candidat, ne se jugeant pas en situation de se présenter et préférant apporter son soutien à Martine Aubry.
- Laurent Fabius, député de la Seine-Maritime et ancien Premier ministre, n'avait pas exclu de se présenter dans le cas de figure où ni Martine Aubry et ni Dominique Strauss-Kahn n'était candidat. Il décide d'apporter son soutien à Martine Aubry, quelques semaines avant l'annonce officielle de candidature de cette dernière.
- Benoît Hamon, porte-parole du Parti socialiste, n'écarte pas dans un premier temps une candidature à la primaire dans le cas de figure où Martine Aubry n'était pas candidate. À la veille de la déclaration de candidature de cette dernière, il indique qu'il ne sera pas candidat et qu'il restera porte-parole.
- Jack Lang, député et ancien ministre, avait laissé planer le doute sur une éventuelle candidature à la primaire jusqu’à l'annonce de la candidature de Martine Aubry. Il a annoncé son soutien à François Hollande le mercredi 5 octobre 2011.
- Jean Mallot, député et conseiller régional d'Auvergne, annonce sa candidature sur son blog en juin 2009. Sa campagne est néanmoins perçue comme essentiellement humoristique, notamment son premier clip de campagne, qui le présente buvant une tasse de café, avant que le slogan « Qui d'autre ? » n'apparaisse à l'écran, rappelant la publicité pour Nespresso avec George Clooney. Le 28 mars 2011, à l'instar de 47 députés il se rallie à Martine Aubry.
- Anne Mansouret, conseillère régionale de Haute-Normandie et vice-présidente du conseil général d'Évreux, annonce sa candidature-témoignage en avril 2011. Elle se retire de la compétition le 1er juillet 2011.
- Pierre Moscovici, député et ancien ministre, avait indiqué qu'il se présenterait à la primaire si Dominique Strauss-Kahn n'était pas candidat. Après l'arrestation de ce dernier, il indique qu'il pourrait se présenter à la primaire socialiste, avant de finalement rallier François Hollande, au lendemain de l'ouverture du dépôt des candidatures pour la primaire.
- Vincent Peillon, député européen, déclare dès septembre 2009 qu'il ne sera pas candidat à la primaire socialiste de 2011. Il annonce fin juin 2011 son ralliement à François Hollande.
- Dominique Strauss-Kahn, ancien directeur général du Fonds monétaire international et ancien ministre, longtemps favori dans les sondages et candidat pressenti à la primaire, voit sa possible candidature empêchée à la suite de son inculpation pour agression sexuelle le 14 mai 2011. Il confirme toutefois sa non-candidature le 18 septembre 2011, répondant aux questions de Claire Chazal.

### Personnalités n'ayant pas obtenu le nombre de parrainages suffisants
- Daniel Le Scornet, ancien président de la Fédération des mutuelles de France, fait connaître sa candidature le 5 octobre 2010, avec comme projet de « “redonner vie à la social démocratie” en s'appuyant sur “les forces vives” de la société ». Il n'obtient cependant que cinq parrainages, ce qui ne lui permet pas d'être candidat à la primaire socialiste[181].
- Rachid Nekkaz avait annoncé sa candidature en avril 2011. Après avoir à nouveau présenté sa candidature à Lille, cette fois en précisant qu'elle s'inscrivait dans le cadre de la primaire socialiste le 22 juin 2011 tout en dénonçant la cotisation d'un euro exigée pour participer au vote, qu'il qualifie de "suffrage censitaire", Rachid Nekkaz ne parvient pas à réunir le nombre suffisant de parrainages pour se présenter.
- Christian Pierret, maire de Saint-Dié-des-Vosges et ancien secrétaire d'État chargé de l'Industrie, annonce sa candidature le 25 septembre 2010. Il lui manque cependant quelques parrainages de maires de villes socialistes de plus de 10 000 habitants, ce qui ne lui permet pas de se porter candidat à la primaire[182].

## Campagne

### Critiques entre les candidats
La primaire se déroule dans un climat relativement serein, selon l'avis des observateurs. Le Monde évoque ainsi une campagne « qui n'aura pas été marquée par les déchirements fratricides, dont les socialistes ont pourtant le secret ». La droite, qui s'était montrée hostile à l'évènement, en reconnaît progressivement l'intérêt politique.
Quelques escarmouches ont toutefois émaillé la campagne. Au début du mois de septembre 2011, alors que les sondages donnent Martine Aubry et François Hollande favoris, Ségolène Royal critique ses deux adversaires et demande une intervention de la Haute autorité des primaires pour interdire la publication de sondages, qu'elle juge imprécis et partiaux. La Haute autorité appelle à interpréter les sondages avec prudence et demande aux instituts de sondages de ne pas publier d'enquête la veille des scrutins.
Après l'affaire Dominique Strauss-Kahn, la campagne de la primaire est marquée par des affaires touchant Jean-Michel Baylet et plusieurs dirigeants locaux du Parti socialiste (Jean-Noël Guérini, Robert Navarro, Patrick Sève, Bernard Granié). Martine Aubry est critiquée par Arnaud Montebourg au sujet de sa gestion de l'affaire Jean-Noël Guérini, qui est mis en examen le 8 septembre 2011. François Hollande est lui aussi critiqué pour avoir couvert le « système Guérini » lorsqu'il était premier secrétaire et pour avoir intégré dans son équipe de campagne Robert Navarro, exclu du PS après la découverte de factures de la fédération de l'Hérault à son profit personnel,.
Le 7 septembre 2011, une interview indirecte de Ségolène Royal paraît dans Le Figaro. Le journaliste rapporte des paroles censées avoir été tenues par la candidate sur ses concurrents : « Le point faible de François Hollande, c'est l'inaction. Est-ce que les Français peuvent citer une seule chose qu'il aurait réalisée en trente ans de vie politique ? Une seule ? » Quant à Martine Aubry, Ségolène Royal fustige sa méconnaissance des campagnes : « Sa seule expérience électorale, c'est une législative perdue en 2002. Passer de rien à une campagne présidentielle, ce n'est pas facile. » La Haute autorité des primaires fait, le 8 septembre, une « recommandation » non nominative ; elle rappelle que la charte éthique des primaires « prohibe tout dénigrement de la personne des candidats » et que « les candidats doivent toujours garder à l’esprit qu’à la compétition succèdera le rassemblement ». Cette recommandation est analysée par les médias comme étant principalement adressé à Ségolène Royal. Ségolène Royal affirme avoir parlé de « façon informelle » avec des journalistes en disant par ailleurs « des choses très positives sur les socialistes » non reprises par Le Figaro, et ajoute que ses propos ont été « sortis de leur contexte ». Elle dit n'avoir jamais donné aucune interview au Figaro, comme l'ont laissé penser les médias ayant relayé cette information et affirme qu'ils « essaient de dresser les socialistes les uns contre les autres, mais ils n’y parviendront pas ». Le 12 septembre 2011, Delphine Batho a demandé à rencontrer la Haute autorité des Primaires et lui rappelle que dans le passé certains propos ont pu être tenus à l'encontre de Ségolène Royal « sans que la Haute autorité des Primaires citoyennes n’ait jusqu’à ce jour pris de recommandation », faisant allusion notamment aux propos qu'avait tenus Martine Aubry sur le plateau du Grand Journal, à la question : « Qu'est-ce que Martine Aubry a que Ségolène Royal n'a pas ? », elle avait répondu : « Je suis brune, elle est blonde ». En réponse, la Haute autorité lui indique que cette recommandation vise tous les manquements « y compris ceux qui auraient pu être relevés à l’encontre de Madame Ségolène Royal ou d’autres candidat(e)s ».
Durant l'entre-deux-tours, une vive polémique naît d'une interview accordée par Martine Aubry à 20 Minutes, dans laquelle elle estime que le système médiatique « s'est créé son candidat » en la personne de François Hollande. Ce dernier qualifiera ce jugement de « dérapage » (plusieurs de ses lieutenants réagissant de manière beaucoup plus vive en critiquant notamment l’emploi d’une « rhétorique semblable à celle de l'extrême droite »), avant que Martine Aubry ne maintienne ses propos et que la Haute Autorité des Primaires ne lance un appel au calme.

### Débats entre les candidats
Les six candidats à l'investiture socialiste ont participé à trois débats télévisés avant le premier tour de la primaire. Le premier est organisé par France Télévisions, le 15 septembre 2011 en début de soirée, en partenariat avec le journal Le Monde. Les deux autres ont eu lieu après les élections sénatoriales du 25 septembre 2011 donnant la majorité aux partis de gauche. Le 28 septembre, un débat s'est tenu en fin d'après-midi en collaboration avec I-Télé, Europe 1, Le Parisien et les chaînes parlementaires. Le 5 octobre, le dernier débat a réuni les six candidats sur BFM TV en partenariat avec RMC, Le Point et de nouveau les chaînes parlementaires. Pour le second tour, France Télévisions organise un débat entre les deux finalistes le 12 octobre 2011.

#### Débat du 15 septembre 2011
Le premier débat entre les candidats à la primaire est diffusé le 15 septembre 2011 sur France 2. Les six candidats se présentent un par un, durant une minute. Ensuite, ils se succèdent pour répondre séparément aux questions de David Pujadas et Fabien Namias, dix minutes chacun, sur le thème de leur programme économique puis le thème de leur choix (Arnaud Montebourg : le pouvoir d'achat ; Jean-Michel Baylet : sujets de société ; Ségolène Royal : les institutions de la République ; François Hollande : le nucléaire ; Manuel Valls : l'immigration ; Martine Aubry : le pouvoir d'achat.) Enfin, les six candidats sont réunis sur le même plateau pour un débat, où finalement, seuls Martine Aubry et François Hollande auront un échange direct sur le thème du nucléaire.
|                    | Économie et finances | Emploi | Nucléaire | Mode de gouvernance | Statut juridique du cannabis |
| Arnaud Montebourg  | Partisan d'une « démondialisation », Arnaud Montebourg souhaite la mise en place de mesures protectionnistes, non pour « se protéger contre l'UE mais contre le reste du monde » (dont la Chine). À propos du déficit, le candidat indique qu'il est le seul, parmi les six candidats, à avoir voté contre le traité de Maastricht, dont il juge les critères « obsolètes ». Arnaud Montebourg déclare préférer « mettre les banques sous tutelle avant que celles-ci ne nous mettent nous-mêmes sous tutelle ». Arnaud Montebourg souhaite que les entreprises distribuent des dividendes aux travailleurs. Il se déclare également favorable à un blocage généralisé des loyers. Il propose également un « bonus » pour les familles monoparentales, financé par une taxe sur les familles aisées. | | À propos de la réduction du poids du nucléaire, Arnaud Montebourg déclare : « On fera le plus possible de ce qu'on pourra faire, parce qu'on ne sait pas combien ça coûte ». | | Arnaud Montebourg s'oppose « fermement » à toute « forme de libéralisation de la consommation du cannabis », au nom de la nécessité du maintien de certains interdits. |
| Martine Aubry      | Martine Aubry prône un accroissement de la compétitivité, susceptible d'accroître « la croissance et donc les ressources financières ». La candidate souhaite que la France « soit en dessous des 3 % de déficits en 2013 ». Martine Aubry critique la proposition de François Hollande quant à un retour à l'équilibre des comptes publics en 2017. La candidate juge que le contexte européen est trop incertain pour se livrer à ce genre de pronostics « irresponsables ». La candidate souhaite organiser une conférence salariale une fois la croissance revenue pour décider de la redistribution juste des richesses. Martine Aubry entend supprimer les niches fiscales « injustes et inefficaces » qui représentent, selon elle, « une perte de 50 milliards d'euros pour l'État ». Elle ajoute que « la moitié de cette somme servira à la réduction des déficits, et l'autre moitié à financer nos projets ». Martine Aubry critique l'attitude des banques qui préfèrent « spéculer sur l'épargne des Français au lieu d'aider les PME et les Français ». Martine Aubry souhaite la réduction des dépenses des ménages en prenant pour exemple le blocage des loyers. Elle évoque également un paiement de l'eau et de l'énergie différencié selon les besoins. | Martine Aubry revendique la paternité du projet socialiste des 300 000 « emplois d'avenir », portés sur la croissance verte et les métiers de l'environnement. Ces emplois, chiffrés à 3 milliards d'euros, seront répartis sur cinq ans (dont 100 000 dès la première année de mandat). Martine Aubry émet des doutes quant aux « contrats de génération » proposés par François Hollande (« Ça paraît bien, mais c'est un effet d'aubaine pour les entreprises (…) ça coûte extrêmement cher » déclare-t-elle). Martine Aubry est partisane d'un retour de la retraite à 60 ans pour certaines catégories de travailleurs, c'est-à-dire pour « ceux qui ont commencé à travailler tôt et qui auront leurs années de cotisation ». La candidate rappelle que son projet de réforme est financé « jusqu'en 2025 ». | Martine Aubry, à l'instar de Ségolène Royal, prône une « sortie du nucléaire », qu'elle qualifie d' « énergie du passé », sans préciser à quelle échéance. Elle déclare : « Si on considère que c'est dangereux, on ne reste pas au milieu » avant d'ajouter, en réponse à une question de François Hollande, qu'elle ne démantèlera pas l'EPR de Flamanville au nom des sommes déjà investies dans le projet (plus de 2 milliards d'euros). | Martine Aubry soutient que des « démocrates voudront s'associer à nous ». Mais la candidate se refuse, à la différence de Ségolène Royal, d'envisager une alliance avec Dominique de Villepin, sans toutefois fermer la porte à certains accords, et sous certaines conditions. | Martine Aubry se déclare favorable à la dépénalisation du cannabis pour les détenteurs de moins de 25 grammes. |
| Jean-Michel Baylet | Jean-Michel Baylet déclare qu'« on ne peut pas porter des propositions qui engendreraient des dépenses supplémentaires ». Le candidat prône une réforme fiscale qui signerait la fin des niches fiscales, ainsi que la mise en place d'un impôt unique sur les sociétés sur le modèle américain. Il s'engage à « pas créer de nouvelles dépenses publiques », et à en baisser certaines, sans toutefois préciser lesquelles. | | Jean-Michel Baylet affirme qu'« il faut faire confiance aux progrès de la science » quant au poids à accorder du nucléaire. | | Jean-Michel Baylet se déclare partisan d'une légalisation du cannabis afin, premièrement, de mettre fin « au trafic et aux dealers qui créent l'insécurité dans tellement d'endroits » et, deuxièmement, dans le but de mieux contrôler la qualité des produits - qu'il propose de vendre, sous contrôle, en pharmacie. Selon lui, la dépénalisation « ne règle rien quant au problème de santé publique, qui est la conséquence de la vente de cannabis de mauvaise qualité, et quant au problème des dealers qui hantent nos villes, les cages d'escaliers des immeubles ». |
| Manuel Valls       | Manuel Valls pointe la faillite de « la politique fiscale de Nicolas Sarkozy », qu'il juge responsable de la dette. Le candidat déclare que l'effort pour rétablir équilibre sera important (et égal à « celui qu'il a fallu faire après la Seconde Guerre mondiale »). Il ne « faudra pas dépenser un euro supplémentaire », ajoute-t-il. Pour atteindre les 3% de PIB de déficit fixés par les traités européens, Manuel Valls envisage de bloquer certains budgets. Le candidat prône également une fusion de l'impôt sur le revenu et de la CSG. Manuel Valls souhaite l'affectation d'une partie du produit de la TVA au financement de la protection sociale. | | Manuel Valls ne se prononce pas sur une sortie du nucléaire mais sur une réduction de son poids dans la production électrique. Son objectif est de « passer sous la barre des 50 % d'électricité produite par le nucléaire » dans les 10 ans. | Pour Manuel Valls, « la nécessité du rassemblement va s'imposer ». | Manuel Valls se dit « fermement opposé, au nom même des valeurs de gauche, à l'idée [qu'il se fait] de l'ordre républicain et de la liberté de chacun, à toute concession dans ce domaine ». Selon le candidat, la dépendance aux drogues dures « commence souvent - pas automatiquement - par ce type de consommation, par cette économie souterraine qui mine nos quartiers ». |
| François Hollande  | François Hollande affirme que la règle d'or proposée par Nicolas Sarkozy ne peut suffire à résorber les déficits. Le candidat propose « une loi de programmation qui donnera les moyens pour y arriver ». François Hollande prône une réforme fiscale, avec le soutien aux PME et aux entreprises innovantes. | François Hollande doute du projet des 300 000 « emplois d'avenir » promu par Martine Aubry. Le candidat préfère la création de 200 000 « contrats de génération » par an. Ce dispositif de baisses de charges, financé par l’État, doit permettre à une entreprise « qui va garder un senior et embaucher un jeune de moins de 25 ans » de ne pas verser « de cotisations sociales sur les deux emplois » en CDI. Le candidat ajoute que ce dispositif « sera financé par des économies équivalentes ». | François Hollande ne se prononce pas pour une sortie du nucléaire mais sur une réduction de son poids dans la production électrique. Il envisage une baisse de 25 % d'ici 2025, soit une proportion de 75 % à 50 %. | François Hollande souhaite « accueillir tout le monde à condition qu'ils acceptent le programme du candidat du PS ». Le candidat prône une « présidence normale », prompte à « rassurer les Français ». | François Hollande s'est dit favorable « au maintien de l'interdit » tout en évoquant une évolution de la législation. Le candidat affirme qu'il faut « punir » les usagers mais aussi « les accompagner, les soigner ». C'est pourquoi il propose « une grande campagne d'information » sur les drogues. |
| Ségolène Royal     | Ségolène Royal s'oppose à une augmentation des impôts, préférant un soutien accru à la croissance. « De nouveaux prélèvements vont plonger la France dans la récession économique », précise-t-elle tout en ajoutant qu'elle envisagerait de créer une nouvelle tranche d'impôt pour les plus riches. La candidate souhaite également lutter contre la fraude fiscale des plus hauts revenus - cette opération permettant, selon elle, de récupérer 40 milliards d'euros. Ségolène Royal déclare qu'elle fera de la réforme des banques son premier projet, ajoutant que « leur premier métier c'est de financer l'économie réelle pas de spéculer sur la dette des États ». Ségolène Royal souhaite également limiter les crédits revolving. Pour la candidate, il convient de « relancer les aides financières aux PME par l'intermédiaire d'une banque publique d'investissement » car il faut « créer des richesses avant de relancer les impôts ». | Ségolène Royal émet des doutes sur le projet des 300 000 « emplois d'avenir » promu par Martine Aubry. Elle remet également en cause le chiffrage proposé par François Hollande pour ses 200 000 « contrats de génération ». | Ségolène Royal, à l'instar de Martine Aubry, prône une sortie du nucléaire. Elle fixe à 40 ans le délai nécessaire pour sortir du nucléaire. « Un bail beaucoup plus court n'est pas raisonnable, comme le croient les écologistes » ajoute-t-elle. | Refusant de devenir une « hyper présidente », Ségolène Royal entend instaurer une « République du respect» avec « un Parlement qui contrôle, une justice indépendante, un dialogue social de qualité et une démocratie participative vivante». La candidate propose également de créer un « comité de surveillance des engagements », composé à la fois d'élus de l'opposition et de la majorité. | Ayant épuisé son temps de parole à cet instant de la discussion, Ségolène Royal ne peut se prononcer sur la question. Ses déclarations antérieures témoignent toutefois d'une opposition à toute forme de légalisation ou de dépénalisation. |

#### Débat du 28 septembre 2011
Le deuxième débat entre les candidats à la primaire est diffusé simultanément sur Public Sénat et sur I-Télé le 28 septembre 2011, soit trois jours après la victoire de la gauche aux élections sénatoriales. Les six candidats ont tout d'abord répondu à la question « Quelle première mesure prendriez-vous si vous étiez élu Président de la République ? » puis ont confronté leurs idées au cours d'un débat présenté par Arlette Chabot et Michaël Darmon.

#### Débat du 5 octobre 2011
Le troisième et dernier débat avant le premier tour de la primaire est diffusé le 5 octobre 2011 à partir de 20h30 sur BFM TV, RMC Info et Public Sénat ; il est présenté par Olivier Mazerolle, secondé de Gilles Leclerc, Laurent Joffrin et Christophe Jakubyszyn.

#### Débat du 12 octobre 2011
Le quatrième débat, avant le deuxième tour de la primaire, opposant les deux finalistes Martine Aubry et François Hollande, est diffusé le 12 octobre 2011 à partir de 20h35 sur France 2.

### Prises de position pour le second tour

#### Candidats éliminés au premier tour
Au soir du premier tour, le 9 octobre 2011, Manuel Valls (5,63 % des voix), annonce son soutien à François Hollande pour le second tour.
Le 10 octobre 2011, après avoir consulté les instances du Parti radical de gauche, Jean-Michel Baylet (0,64 % des voix) annonce son soutien à François Hollande.
Le 12 octobre 2011, Ségolène Royal (6,95 % des voix) annonce son soutien à François Hollande « notamment pour amplifier le résultat du premier tour » et « parce que les solutions neuves qu’[elle] défend seront prises en compte dans le programme du candidat ».
Le 13 octobre 2011, lors du dernier meeting de François Hollande tenu au Bataclan, Manuel Valls et Jean-Michel Baylet sont présents, de même que Dominique Bertinotti, directrice de campagne de Ségolène Royal.
Le 14 octobre 2011, Arnaud Montebourg (17,19 % des voix), qui avait écrit aux deux finalistes et reçu leurs réponses, ne donne pas de consigne de vote, mais indique qu'« à titre exclusivement personnel », il votera pour François Hollande. Après avoir expliqué qu'il aurait voté pour Martine Aubry si « elle avait été en tête », il effectue une visite à Ris-Orangis en compagnie de François Hollande.
 

#### Autres prises de position
Bien qu'Europe Écologie Les Verts ne soutienne officiellement aucun candidat, son porte-parole, Jean-Vincent Placé, déclare que « la majorité » des adhérents et sympathisants d'EELV « a voté Aubry ». José Bové, Dominique Voynet, Denis Baupin ou encore Francine Bavay se sont notamment prononcés publiquement en faveur de cette dernière dans l'entre-deux tours.

## Résultats

### Premier tour
Le premier tour de la primaire présidentielle socialiste s'est échelonné du samedi 8 octobre 2011 (à partir de 9 heures, pour les territoires et départements d'Outre-mer), au dimanche 9 octobre (pour la métropole, jusqu'à 19h). Les résultats officiels définitifs du premier tour sont publiés le 11 octobre 2011 dans la soirée.
|                   | François Hollande  | PS             | 1 038 188 | 39,17 % |  |  |
| Martine Aubry     | PS                 | 806 168        | 30,42 %   |         |  |  |
| Arnaud Montebourg | PS                 | 455 601        | 17,19 %   |         |  |  |
| Ségolène Royal    | PS                 | 184 091        | 6,95 %    |         |  |  |
| Manuel Valls      | PS                 | 149 103        | 5,63 %    |         |  |  |
|                   | Jean-Michel Baylet | PRG            | 17 055    | 0,64 %  |  |  |
|                   |                    |                |           |         |  |  |
| Votants           | Votants            | Votants        | 2 661 231 | 100,00  |  |  |
| Exprimés          | Exprimés           | Exprimés       | 2 650 206 | 99,59   |  |  |
| Blancs et nuls    | Blancs et nuls     | Blancs et nuls | 11 025    | 0,41    |  |  |

### Second tour
Il s'agit des résultats définitifs communiqués par la Haute autorité des primaires, qui a décidé de ne pas prendre en considération les résultats de 18 bureaux de vote (sur 9425) qui n'ont pas satisfait au règlement électoral.
|                | François Hollande | PS             | 1 607 268 | 56,57 % |  |  |
| Martine Aubry  | PS                | 1 233 899      | 43,43 %   |         |  |  |
|                |                   |                |           |         |  |  |
| Votants        | Votants           | Votants        | 2 860 157 | 100,00  |  |  |
| Exprimés       | Exprimés          | Exprimés       | 2 841 167 | 99,34   |  |  |
| Blancs et nuls | Blancs et nuls    | Blancs et nuls | 18 990    | 0,66    |  |  |

## Sondages
La marge d'erreur de ces sondages est estimée à 4,5 points pour 500 personnes interrogées, 3,2 points pour 1 000, 2,2 points pour 2 000 et 1,6 points pour 4 000, sous l'hypothèse que l'échantillon constitué pour le sondage est représentatif de la population que l'on veut connaître pour la question étudiée.
Exemple : Pour une enquête réalisé auprès de 1 000 personnes, le candidat A est crédité de 23 %, le candidat B de 20 % et le candidat C de 18 %. La prise en compte de la marge d'erreur, qui est de 3,2 points, signifie que le score du candidat A serait en réalité compris entre 19,8 et 26,2 %, le candidat B entre 16,8 et 23,2 % et le candidat C entre 14,8 et 21,2 %. Dans ce cas précis, l'ordre d'arrivée des trois candidats dans l'élection réelle pourrait être différent de celui suggéré par les scores de l'enquête.
Les sondages ci-dessous représentent les études d'opinion réalisées depuis 2008 pour le premier tour des élections primaires socialistes. Ceux-ci sont répertoriés en trois catégories : les électeurs ayant l'intention d'aller voter à la primaire, les sympathisants de gauche et les sympathisants socialistes. Ces trois échantillons d'électeurs sont corrélés positivement dans leur évolution des intentions de vote.
Les premiers sondages suivant le congrès de Reims de 2008 du Parti socialiste qui avait vu la victoire de Martine Aubry à la tête du parti indiquent que l'ancienne rivale de cette dernière, Ségolène Royal, fait toujours figure de favorite dans la course des primaires socialistes. Cependant, une possible candidature du directeur général du Fonds monétaire international Dominique Strauss-Kahn est de plus en plus évoquée par les médias et sa popularité monte en flèche. Il est alors largement en tête dans tous les sondages. François Hollande, très bas dans les études d'opinion, monte petit à petit, jusqu'à devenir dès début 2011 le candidat le plus dangereux pour Dominique Strauss-Kahn.
L'arrestation du directeur général du FMI pour agression sexuelle en mai 2011 change la donne et propulse l'ancien Premier secrétaire du Parti socialiste François Hollande dans le costume du nouveau favori pour cette primaire, sur la lancée d'un sondage de la TNS-Sofres publié par le Nouvel Observateur le 25 mai 2011 et retoqué ultérieurement par la Commission des sondages. Il a pour concurrente principale Martine Aubry contre laquelle il est au coude-à-coude après que celle-ci a déclaré sa candidature en juin 2011. Les sondages montrent cependant un écart de plus en plus accru entre les deux rivaux, avec un avantage pour François Hollande.

### Premier tour
| Sondage                                                          | Date de réalisation                  | Taille du panel                      | Abstention, blancs, nuls             | Personnalités testés | NSP  |
| ---------------------------------------------------------------- | ------------------------------------ | ------------------------------------ | ------------------------------------ | --- | ---- |
| CSA                                                              | 2 au 3 juin 2010                     | 865                                  | 5 %                                  | Strauss-Kahn 28 % \| Aubry 24 % \| Royal 12 % \| Hollande 5 % \| Valls 2 %                                                  | 24 % |
| BVA                                                              | 30 nov. au 1er dec. 2010             | 1 182                                | 9 %                                  | Strauss-Kahn 41 % \| Royal 16 % \| Aubry 14 % \| Hollande 9 % \| Montebourg 8 % \| Valls 7 % \| Moscovici 3 % \| Bianco 1 % | 1 %  |
| CSA                                                              | 1er au 2 décembre 2010               | 335                                  | 9 %                                  | Strauss-Kahn 29 % \| Royal 19 % \| Aubry 16 % \| Hollande 3 % \| Montebourg 3 % \| Valls 2 % \| Moscovici 1 % \| Hamon 1 %  | 17 % |
| CSA                                                              | 17 au 18 janvier 2011                | 280                                  | —                                    | Strauss-Kahn 37 % \| Royal 26 % \| Aubry 16 % \| Hollande 14 % \| Montebourg 4 % \| Valls 3 %                               | —    |
| CSA                                                              | 17 au 18 janvier 2011                | 280                                  | —                                    | Aubry 32 % \| Royal 31 % \| Hollande 22 % \| Montebourg 6 % \| Moscovici 5 % \| Valls 4 %                                   | —    |
| LH2                                                              | 9 au 10 avril 2011                   | 290                                  | 9 %                                  | Strauss-Kahn 32 % \| Aubry 15 % \| Hollande 14 % \| Royal 11 % \| Montebourg 2 % \| Autres candidats 4 %                    | 22 % |
| OpinionWay                                                       | 12 au 14 avril 2011                  | 173                                  | —                                    | Strauss-Kahn 46 % \| Aubry 24 % \| Hollande 18 % \| Royal 9 % \| Montebourg 3 %                                             | 7 %  |
| Après l'arrestation de Dominique Strauss-Kahn (15 mai 2011)      |                                      |                                      |                                      | |      |
| CSA                                                              | 16 mai 2011                          | 310                                  | —                                    | Hollande 33 % \| Aubry 23 % \| Royal 20 % \| Montebourg 3 % \| Valls 2 % \| Moscovici 2 %                                   | 17 % |
| OpinionWay                                                       | 17 au 18 mai 2011                    | 193                                  | —                                    | Hollande 62 % \| Aubry 22 % \| Royal 9 % \| Montebourg 4 % \| Valls 3 %                                                     | 6 %  |
| OpinionWay                                                       | 15 au 17 juin 2011                   | 253                                  | —                                    | Hollande 51 % \| Aubry 32 % \| Royal 10 % \| Montebourg 6 % \| Valls 1 %                                                    | 3 %  |
| CSA                                                              | 20 au 21 juin 2011                   | 289                                  | —                                    | Aubry 35 % \| Hollande 34 % \| Royal 13 % \| Montebourg 4 % \| Moscovici 3 % \| Valls 3 %                                   | 8 %  |
| CSA                                                              | 11 juillet 2011                      | 281                                  | —                                    | Hollande 34 % \| Aubry 32 % \| Royal 16 % \| Valls 3 % \| Montebourg 1 % \| Baylet 1 %                                      | 13 % |
| OpinionWay                                                       | 13 au 15 juillet 2011                | 211                                  | —                                    | Hollande 46 % \| Aubry 30 % \| Royal 14 % \| Montebourg 7 % \| Valls 2 % \| Baylet 1 %                                      | 1 %  |
| Début de la campagne officielle de la primaire (20 juillet 2011) |                                      |                                      |                                      | |      |
| Ipsos                                                            | 16 au 22 août 2011                   | 404                                  | —                                    | Hollande 42 % \| Aubry 31 % \| Royal 18 % \| Montebourg 5 % \| Valls 3 % \| Baylet 1 %                                      | 10 % |
| CSA                                                              | 22 au 23 août 2011                   | 250                                  | —                                    | Hollande 37 % \| Aubry 31 % \| Royal 16 % \| Montebourg 5 % \| Valls 4 % \| Baylet 1 %                                      | 8 %  |
| OpinionWay                                                       | 30 août au 1er sept. 2011            | 222                                  | —                                    | Hollande 42 % \| Aubry 29 % \| Royal 21 % \| Montebourg 7 % \| Valls 1 % \| Baylet 0 %                                      | —    |
| BVA                                                              | 16 au 18 sept. 2011                  | 473                                  | —                                    | Hollande 43 % \| Aubry 28 % \| Royal 12 % \| Montebourg 9 % \| Valls 7 % \| Baylet 1 %                                      | —    |
| CSA                                                              | 19 au 20 sept. 2011                  | 234                                  | —                                    | Hollande 34 % \| Aubry 27 % \| Royal 19 % \| Montebourg 6 % \| Valls 4 % \| Baylet 1 %                                      | 9 %  |
| OpinionWay                                                       | 23 au 26 septembre 2011              | 204                                  | —                                    | Hollande 46 % \| Aubry 24 % \| Royal 13 % \| Montebourg 12 % \| Valls 5 % \| Baylet 0 %                                     | —    |
| Ipsos                                                            | 21 au 26 septembre 2011              | 574                                  | —                                    | Hollande 44 % \| Aubry 27 % \| Royal 13 % \| Montebourg 10 % \| Valls 5 % \| Baylet 1 %                                     | 12 % |
| OpinionWay                                                       | 5 au 6 octobre 2011                  | 293                                  | —                                    | Hollande 49 % \| Aubry 24 % \| Royal 13 % \| Montebourg 10 % \| Valls 3 % \| Baylet 1 %                                     | —    |
| Résultats officiels (9 octobre 2011)                             | Résultats officiels (9 octobre 2011) | Résultats officiels (9 octobre 2011) | Résultats officiels (9 octobre 2011) | Hollande 39,17 % \| Aubry 30,42 % \| Montebourg 17,19 % \| Royal 6,95 % \| Valls 5,63 % \| Baylet 0,64 %                    |      |

| Sondage                                                          | Date de réalisation                  | Taille du panel                      | Abstention, blancs, nuls             | Personnalités testés | NSP  |
| ---------------------------------------------------------------- | ------------------------------------ | ------------------------------------ | ------------------------------------ | --- | ---- |
| Viavoice                                                         | 4 au 5 décembre 2008                 | 444                                  | —                                    | Royal 19 % \| Delanoë 17 % \| Strauss-Kahn 16 % \| Aubry 15 % \| Hamon 11 % \| Fabius 4 % \| Hollande 4 %                                                           | 14 % |
| Viavoice                                                         | 26 au 27 mars 2009                   | 473                                  | —                                    | Royal 25 % \| Aubry 20 % \| Strauss-Kahn 19 % \| Delanoë 12 % \| Hamon 5 % \| Hollande 4 % \| Fabius 3 %                                                            | 13 % |
| BVA                                                              | 26 au 27 juin 2009                   | —                                    | —                                    | Strauss-Kahn 26 % \| Delanoë 21 % \| Royal 19 % \| Aubry 18 % \| Autre 7 % \| Hollande 4 %                                                                          | 5 %  |
| TNS Sofres                                                       | 23 au 24 novembre 2009               | —                                    | —                                    | Strauss-Kahn 32 % \| Royal 15 % \| Aubry 12 % \| Delanoë 12 % \| Hollande 6 % \| Fabius 5 % \| Valls 4 %                                                            | 14 % |
| BVA                                                              | 22 au 23 janvier 2009                | —                                    | —                                    | Strauss-Kahn 29 % \| Aubry 19 % \| Royal 14 % \| Delanoë 13 % \| Autre 8 % \| Hollande 7 %                                                                          | 9 %  |
| Ifop                                                             | 28 au 29 janvier 2010                | —                                    | —                                    | Aubry 23 % \| Strauss-Kahn 20 % \| Aucun 14 % \| Royal 10 % \| Hollande 7 % \| Autre 7 % Fabius 2 % \| Jospin 2 % \| Delanoë 1 % \| Montebourg 1 % \| Moscovici 1 % | 12 % |
| Ifop                                                             | 6 au 7 mai 2010                      | —                                    | —                                    | Strauss-Kahn 25 % \| Aubry 17 % \| Royal 17 % \| Aucun 16 % \| Autre 7 % \| Hollande 3 % \| Delanoë 1 % \| Jospin 1 % \| Lang 1 % \| Valls 1 %                      | 11 % |
| CSA                                                              | 2 au 3 juin 2010                     | —                                    | 7 %                                  | Strauss-Kahn 32 % \| Aubry 21 % \| Royal 16 % \| Hollande 5 % \| Valls 3 %                                                                                          | 16 % |
| Ifop                                                             | 25 au 26 novembre 2010               | —                                    | —                                    | Strauss-Kahn 29 % \| Aucun 20 % \| Aubry 15 % \| Royal 12 % Autre 5 % \| Hollande 4 % \| Delanoë 1 % \| Fabius 1 % \| Montebourg 1 % \| Valls 1 %                   | 11 % |
| CSA                                                              | 1er au 2 décembre 2010               | —                                    | 5 %                                  | Strauss-Kahn 33 % \| Royal 23 % \| Aubry 21 % \| Hollande 4 % \| Montebourg 3 % \| Valls 3 % \| Hamon 1 % \| Moscovici 1 %                                          | 6 %  |
| OpinionWay                                                       | 1er au 3 décembre 2010               | 891                                  | —                                    | Strauss-Kahn 46 % \| Aubry 22 % \| Royal 19 % \| Hollande 11 % | 2 %  |
| Ifop                                                             | 2 au 3 décembre 2010                 | 547                                  | —                                    | Strauss-Kahn 41 % \| Aubry 19 % \| Royal 18 % \| Hollande 7 % \| Montebourg 6 % \| Valls 3 % \| Aucun 4 % \| Autre 1 %                                              | 1 %  |
| Ifop                                                             | 2 au 3 décembre 2010                 | 547                                  | —                                    | Aubry 34 % \| Royal 25 % \| Hollande 16 % \| Montebourg 11 % \| Valls 7 % \| Aucun 5 % \| Autre 1 %                                                                 | 1 %  |
| Ifop                                                             | 6 au 7 janvier 2011                  | 543                                  | —                                    | Strauss-Kahn 36 % \| Aubry 20 % \| Royal 15 % \| Hollande 13 % \| Montebourg 7 % \| Valls 3 % \| Autres candidats 4 %                                               | 1 %  |
| Ifop                                                             | 13 au 21 janvier 2011                | 1 052                                | —                                    | Strauss-Kahn 41 % \| Aubry 20 % \| Royal 17 % \| Hollande 11 % \| Montebourg 5 % \| Valls 3 %\| Autres candidats 2 %                                                | 1 %  |
| Ifop                                                             | 13 au 21 janvier 2011                | 1 052                                | —                                    | Aubry 37 % \| Royal 22 % \| Hollande 20 % \| Montebourg 10 % \| Valls 7 %\| Autres candidats 3 %                                                                    | 1 %  |
| Ifop                                                             | 10 au 11 février 2011                | 529                                  | —                                    | Strauss-Kahn 43 % \| Aubry 24 % \| Royal 12 % \| Hollande 11 % \| Montebourg 4 % \| Valls 3 %                                                                       | 3 %  |
| Ifop                                                             | 24 au 25 février 2011                | 524                                  | —                                    | Strauss-Kahn 40 % \| Aubry 17 % \| Royal 17 % \| Hollande 15 % \| Montebourg 4 % \| Valls 4 %                                                                       | 3 %  |
| Ifop                                                             | 24 au 25 février 2011                | 524                                  | —                                    | Aubry 30 % \| Hollande 30 % \| Royal 21 % \| Montebourg 9 % \| Valls 8 %                                                                                            | 2 %  |
| Ifop                                                             | 24 au 25 février 2011                | 524                                  | —                                    | Strauss-Kahn 40 % \| Hollande 21 % \| Royal 20 % \| Montebourg 7 % \| Valls 4 %                                                                                     | 2 %  |
| Ifop                                                             | 31 mars au 1er avril 2011            | 577                                  | —                                    | Strauss-Kahn 37 % \| Hollande 22 % \| Aubry 18 % \| Royal 12 % \| Montebourg 5 % \| Valls 3 %                                                                       | —    |
| LH2                                                              | 9 au 10 avril 2011                   | 290                                  | —                                    | Strauss-Kahn 36 % \| Aubry 18 % \| Hollande 18 % \| Royal 12 % \| Montebourg 3 % \| Autres candidats 3 %                                                            | 10 % |
| OpinionWay                                                       | 12 au 14 avril 2011                  | 951                                  | —                                    | Strauss-Kahn 46 % \| Hollande 22 % \| Aubry 19 % \| Royal 8 % \| Montebourg 5 %                                                                                     | 15 % |
| OpinionWay                                                       | 12 au 14 avril 2011                  | 951                                  | —                                    | Hollande 37 % \| Aubry 35 % \| Royal 13 % \| Montebourg 10 % \| Valls 5 %                                                                                           | 23 % |
| OpinionWay                                                       | 12 au 14 avril 2011                  | 951                                  | —                                    | Strauss-Kahn 52 % \| Hollande 28 % \| Royal 13 % \| Montebourg 7 %                                                                                                  | 16 % |
| Ifop                                                             | 7 au 15 avril 2011                   | 1 061                                | —                                    | Strauss-Kahn 38 % \| Aubry 22 % \| Hollande 18 % \| Royal 12 % \| Montebourg 4 % \| Valls 3 %                                                                       | —    |
| Viavoice                                                         | 11 au 25 avril 2011                  | 411                                  | —                                    | Strauss-Kahn 39 % \| Hollande 20 % \| Royal 11 % \| Montebourg 5 % \| Valls 2 % \| Autres candidats 7 %                                                             | 16 % |
| Viavoice                                                         | 11 au 25 avril 2011                  | 389                                  | —                                    | Hollande 29 % \| Aubry 23 % \| Royal 13 % \| Montebourg 5 % \| Valls 3 % \| Autres candidats 11 %                                                                   | 16 % |
| Après l'arrestation de Dominique Strauss-Kahn (15 mai 2011)      |                                      |                                      |                                      | |      |
| Harris                                                           | 15 au 16 mai 2011                    | —                                    | —                                    | Hollande 30 % \| Strauss-Kahn 27 % \| Aubry 19 % \| Royal 12 % \| Montebourg 3 % \| Valls 2 % \| Autres candidats 6 %                                               | 1 %  |
| Harris                                                           | 15 au 16 mai 2011                    | —                                    | —                                    | Hollande 37 % \| Aubry 22 % \| Royal 14 % \| Montebourg 4 % \| Valls 2 % \| Autres candidats 21 %                                                                   | —    |
| OpinionWay                                                       | 17 au 18 mai 2011                    | 974                                  | —                                    | Hollande 49 % \| Aubry 27 % \| Royal 12 % \| Montebourg 7 % \| Valls 5 %                                                                                            | 13 % |
| OpinionWay                                                       | 17 au 18 mai 2011                    | 974                                  | —                                    | Hollande 45 % \| Aubry 24 % \| Delanoë 9 % \| Royal 9 % \| Fabius 5 % \| Montebourg 5 % \| Valls 5 %                                                                | 11 % |
| Ifop                                                             | 17 au 19 mai 2011                    | 803                                  | —                                    | Hollande 41 % \| Aubry 28 % \| Royal 10 % \| Montebourg 7 % \| Valls 4 %                                                                                            | —    |
| Ifop                                                             | 19 au 27 mai 2011                    | 1 018                                | —                                    | Hollande 39 % \| Aubry 33 % \| Royal 12 % \| Montebourg 5 % \| Valls 4 % \| Autres candidats 2 %                                                                    | 5 %  |
| Ifop                                                             | 1er au 10 juin 2011                  | 1 028                                | —                                    | Hollande 36 % \| Aubry 35 % \| Royal 14 % \| Montebourg 6 % \| Valls 4 %                                                                                            | 5 %  |
| OpinionWay                                                       | 15 au 17 juin 2011                   | 1 334                                | —                                    | Hollande 43 % \| Aubry 33 % \| Royal 13 % \| Montebourg 7 % \| Valls 4 %                                                                                            | 12 % |
| OpinionWay                                                       | 15 au 17 juin 2011                   | 1 334                                | —                                    | Hollande 42 % \| Aubry 31 % \| Royal 13 % \| Montebourg 7 % \| Valls 4 % \| Moscovici 3 %                                                                           | 12 % |
| Ifop                                                             | 16 au 24 juin 2011                   | 971                                  | —                                    | Hollande 37 % \| Aubry 34 % \| Royal 13 % \| Valls 5 % \| Montebourg 4 % \| Autres candidats 1 %                                                                    | 6 %  |
| Harris                                                           | 24 au 27 juin 2011                   | —                                    | —                                    | Hollande 39 % \| Aubry 30 % \| Royal 9 % \| Montebourg 5 % \| Valls 4 %                                                                                             | 13 % |
| Ifop                                                             | 30 juin au 8 juillet 2011            | 1 053                                | —                                    | Aubry 40 % \| Hollande 38 % \| Royal 11 % \| Valls 5 % \| Montebourg 4 % \| Autres candidats 3 %                                                                    | 2 %  |
| BVA                                                              | 8 au 9 juillet 2011                  | —                                    | —                                    | Aubry 35 % \| Hollande 34 % \| Royal 11 % \| Montebourg 4 % \| Baylet 2 % \| Valls 2 %                                                                              | 12 % |
| BVA                                                              | 8 au 9 juillet 2011                  | —                                    | —                                    | Aubry 28 % \| Hollande 27 % \| Strauss-Kahn 19 % \| Royal 10 % \| Montebourg 4 % \| Valls 2 % \| Baylet 1 %                                                         | 9 %  |
| OpinionWay                                                       | 13 au 15 juillet 2011                | 1 113                                | —                                    | Hollande 42 % \| Aubry 34 % \| Royal 13 % \| Montebourg 7 % \| Valls 3 % \| Baylet 1 %                                                                              | 13 % |
| Début de la campagne officielle de la primaire (20 juillet 2011) |                                      |                                      |                                      | |      |
| Ifop                                                             | 21 au 29 juillet 2011                | 1 093                                | —                                    | Hollande 42 % \| Aubry 34 % \| Royal 13 % \| Montebourg 4 % \| Valls 4 % \| Baylet 1 %                                                                              | 2 %  |
| Viavoice                                                         | 18 au 19 août 2011                   | 501                                  | —                                    | Hollande 40 % \| Aubry 22 % \| Royal 12 % \| Valls 4 % \| Montebourg 2 % \| Baylet 0 %                                                                              | 20 % |
| Harris                                                           | 17 au 22 août 2011                   | —                                    | —                                    | Hollande 42 % \| Aubry 28 % \| Royal 9 % \| Montebourg 5 % \| Valls 5 % \| Baylet 0 %                                                                               | 11 % |
| Ifop                                                             | 23 au 26 août 2011                   | 854                                  | —                                    | Hollande 41 % \| Aubry 31 % \| Royal 13 % \| Valls 6 % \| Montebourg 5 % \| Baylet 1 %                                                                              | 3 %  |
| BVA                                                              | 16 au 18 sept. 2011                  | —                                    | —                                    | Hollande 44 % \| Aubry 28 % \| Montebourg 11 % \| Royal 9 % \| Valls 7 % \| Baylet 1 %                                                                              | —    |
| OpinionWay                                                       | 23 au 26 septembre 2011              | 1 133                                | —                                    | Hollande 43 % \| Aubry 30 % \| Royal 11 % \| Montebourg 10 % \| Valls 5 % \| Baylet 1 %                                                                             | 11 % |
| Harris                                                           | 28 au 29 septembre 2011              | —                                    | 9 %                                  | Hollande 40 % \| Aubry 28 % \| Montebourg 12 % \| Royal 6 % \| Valls 4 % \| Baylet 1 %                                                                              | 7 %  |
| Ifop                                                             | 15 au 30 septembre 2011              | 1 434                                | —                                    | Hollande 42 % \| Aubry 27 % \| Royal 11 % \| Montebourg 8 % \| Valls 5 % \| Baylet 1 %                                                                              | 1 %  |
| OpinionWay                                                       | 5 au 6 octobre 2011                  | 1 261                                | —                                    | Hollande 43 % \| Aubry 28 % \| Montebourg 11 % \| Royal 11 % \| Valls 6 % \| Baylet 1 %                                                                             | —    |
| Harris                                                           | 5 au 6 octobre 2011                  | 614                                  | —                                    | Hollande 40 % \| Aubry 29 % \| Montebourg 12 % \| Royal 6 % \| Valls 5 % \| Baylet 1 %                                                                              | 7 %  |
| Résultats officiels (9 octobre 2011)                             | Résultats officiels (9 octobre 2011) | Résultats officiels (9 octobre 2011) | Résultats officiels (9 octobre 2011) | Hollande 39,17 % \| Aubry 30,42 % \| Montebourg 17,19 % \| Royal 6,95 % \| Valls 5,63 % \| Baylet 0,64 %                                                            |      |

| Sondage                                                          | Date de réalisation                  | Taille du panel                      | Abstention, blancs, nuls             | Personnalités testés | NSP  |
| ---------------------------------------------------------------- | ------------------------------------ | ------------------------------------ | ------------------------------------ | --- | ---- |
| TNS Sofres                                                       | 22 au 25 août 2008                   | —                                    | —                                    | Royal 29 % \| Strauss-Kahn 28 % \| Delanoë 19 % \| Aubry 6 % \| Hollande 4 % \| Fabius 3 %                                                                                      | 11 % |
| Ifop                                                             | 25 au 26 septembre 2008              | —                                    | —                                    | Strauss-Kahn 30 % \| Delanoë 26 % \| Royal 26 % \| Aubry 16 % \| Aucun 2 % | —    |
| Après le Congrès de Reims (14 au 16 novembre 2008)               |                                      |                                      |                                      | |      |
| Viavoice                                                         | 4 au 5 décembre 2008                 | 246                                  | —                                    | Royal 22 % \| Strauss-Kahn 19 % \| Delanoë 18 % \| Aubry 17 % \| Fabius 4 % \| Hollande 4 %                                                                                     | 9 %  |
| Viavoice                                                         | 26 au 27 mars 2009                   | 242                                  | —                                    | Royal 26 % \| Strauss-Kahn 21 % \| Aubry 20 % \| Delanoë 12 % \| Hamon 5 % \| Hollande 5 % \| Fabius 2 %                                                                        | 9 %  |
| BVA                                                              | 26 au 27 juin 2009                   | —                                    | —                                    | Strauss-Kahn 32 % \| Delanoë 20 % \| Royal 20 % \| Aubry 18 % \| Hollande 5 % \| Autre 2 %                                                                                      | 2 %  |
| Ifop                                                             | 20 au 21 août 2009                   | —                                    | —                                    | Strauss-Kahn 27 % \| Royal 24 % \| Delanoë 14 % \| Aubry 11 % \| Hollande 6 % \| Fabius 5 % \| Valls 5 % \| Moscovici 4 % \| Aucun 4 %                                          | —    |
| TNS Sofres                                                       | 23 au 24 novembre 2009               | —                                    | —                                    | Strauss-Kahn 34 % \| Royal 18 % \| Aubry 14 % \| Delanoë 10 % \| Hollande 7 % \| Fabius 4 % \| Valls 4 %                                                                        | 9 %  |
| Ifop                                                             | 28 au 29 janvier 2010                | —                                    | —                                    | Aubry 27 % \| Strauss-Kahn 25 % \| Royal 11 % \| Hollande 9 % \| Aucun 5 % \| Autre 5 % Fabius 4 % \| Jospin 3 % \| Montebourg 2 % \| Delanoë 1 % \| Moscovici 1 % \| Valls 1 % | 6 %  |
| Ifop                                                             | 6 au 7 mai 2010                      | —                                    | —                                    | Strauss-Kahn 30 % \| Royal 23 % \| Aubry 19 % \| Aucun 10 % \| Hollande 3 % \| Autre 2 % \| Delanoë 1 % \| Jospin 1 % \| Lang 1 %                                               | 8 %  |
| CSA                                                              | 2 au 3 juin 2010                     | —                                    | 4 %                                  | Strauss-Kahn 35 % \| Aubry 21 % \| Royal 21 % \| Hollande 5 % \| Valls 1 % | 13 % |
| Ifop                                                             | 19 au 20 août 2010                   | —                                    | —                                    | Strauss-Kahn 34 % \| Aubry 24 % \| Royal 13 % \| Aucun 12 % \| Autre 4 % \| Jospin 2 % \| Hollande 1 %                                                                          | 9 %  |
| Ifop                                                             | 25 au 26 novembre 2010               | —                                    | —                                    | Strauss-Kahn 41 % \| Aubry 17 % \| Royal 14 % \| Aucun 11 % \| Autre 4 % \| Hollande 3 % \| Fabius 1 % \| Montebourg 1 % \| Valls 1 %                                           | 7 %  |
| CSA                                                              | 1er au 2 décembre 2010               | —                                    | 2 %                                  | Strauss-Kahn 40 % \| Aubry 23 % \| Royal 17 % \| Hollande 6 % \| Valls 4 % \| Montebourg 1 %                                                                                    | 7 %  |
| OpinionWay                                                       | 1er au 3 décembre 2010               | —                                    | —                                    | Strauss-Kahn 49 % \| Royal 22 % \| Aubry 19 % \| Hollande 10 % | —    |
| Ifop                                                             | 2 au 3 décembre 2010                 | —                                    | —                                    | Strauss-Kahn 52 % \| Royal 19 % \| Aubry 17 % \| Hollande 5 % \| Montebourg 3 % \| Valls 3 % \| Aucun 1 %                                                                       | —    |
| Ifop                                                             | 2 au 3 décembre 2010                 | —                                    | —                                    | Aubry 37 % \| Royal 25 % \| Hollande 18 % \| Montebourg 10 % \| Valls 7 % \| Aucun 2 % \| Aucun 1 %                                                                             | —    |
| Ifop                                                             | 6 au 7 janvier 2011                  | —                                    | —                                    | Strauss-Kahn 47 % \| Hollande 18 % \| Aubry 12 % \| Royal 11 % \| Montebourg 4 % \| Valls 4 % \| Autres candidats 2 %                                                           | 2 %  |
| Ifop                                                             | 13 au 21 janvier 2011                | 448                                  | —                                    | Strauss-Kahn 48 % \| Aubry 17 % \| Royal 17 % \| Hollande 11 % \| Montebourg 3 % \| Valls 2 %\| Autres candidats 1 %                                                            | 1 %  |
| Ifop                                                             | 13 au 21 janvier 2011                | 448                                  | —                                    | Aubry 37 % \| Hollande 23 % \| Royal 22 % \| Montebourg 8 % \| Valls 7 %\| Autres candidats 1 %                                                                                 | 1 %  |
| Ifop                                                             | 10 au 11 février 2011                | —                                    | —                                    | Strauss-Kahn 46 % \| Aubry 22 % \| Royal 14 % \| Hollande 11 % \| Montebourg 3 % \| Valls 2 %                                                                                   | 2 %  |
| Ifop                                                             | 24 au 25 février 2011                | —                                    | —                                    | Strauss-Kahn 49 % \| Royal 19 % \| Aubry 15 % \| Hollande 15 % \| Valls 2 % \| Montebourg 0 %                                                                                   | —    |
| Ifop                                                             | 24 au 25 février 2011                | —                                    | —                                    | Aubry 34 % \| Hollande 30 % \| Royal 25 % \| Valls 6 % \| Montebourg 4 % | 1 %  |
| Ifop                                                             | 24 au 25 février 2011                | —                                    | —                                    | Strauss-Kahn 54 % \| Royal 22 % \| Hollande 18 % \| Montebourg 3 % \| Valls 2 %                                                                                                 | 1 %  |
| Ifop                                                             | 31 mars au 1er avril 2011            | 577                                  | —                                    | Strauss-Kahn 41 % \| Hollande 25 % \| Aubry 15 % \| Royal 9 % \| Montebourg 6 % \| Valls 1 %                                                                                    | —    |
| LH2                                                              | 9 au 10 avril 2011                   | —                                    | —                                    | Strauss-Kahn 43 % \| Hollande 25 % \| Aubry 19 % \| Royal 7 % \| Montebourg 2 %                                                                                                 | 4 %  |
| OpinionWay                                                       | 12 au 14 avril 2011                  | 556                                  | —                                    | Strauss-Kahn 51 % \| Hollande 21 % \| Aubry 18 % \| Royal 8 % \| Montebourg 2 %                                                                                                 | 5 %  |
| OpinionWay                                                       | 12 au 14 avril 2011                  | 556                                  | —                                    | Hollande 40 % \| Aubry 36 % \| Royal 14 % \| Montebourg 5 % \| Valls 5 % | 14 % |
| OpinionWay                                                       | 12 au 14 avril 2011                  | 556                                  | —                                    | Strauss-Kahn 58 % \| Hollande 25 % \| Royal 13 % \| Montebourg 4 % | 7 %  |
| Ifop                                                             | 7 au 15 avril 2011                   | 517                                  | —                                    | Strauss-Kahn 50 % \| Hollande 20 % \| Aubry 17 % \| Royal 8 % \| Montebourg 2 % \| Valls 2 %                                                                                    | —    |
| Après l'arrestation de Dominique Strauss-Kahn (15 mai 2011)      |                                      |                                      |                                      | |      |
| Harris                                                           | 15 au 16 mai 2011                    | —                                    | —                                    | Hollande 38 % \| Strauss-Kahn 27 % \| Aubry 19 % \| Royal 8 % \| Valls 3 % \| Montebourg 1 % \| Autres candidats 3 %                                                            | 1 %  |
| Harris                                                           | 15 au 16 mai 2011                    | —                                    | —                                    | Hollande 49 % \| Aubry 23 % \| Royal 10 % \| Valls 3 % \| Montebourg 1 % \| Autres candidats 14 %                                                                               | —    |
| CSA                                                              | 16 mai 2011                          | —                                    | —                                    | Hollande 42 % \| Aubry 22 % \| Royal 18 % \| Montebourg 3 % \| Valls 2 % \| Moscovici 1 %                                                                                       | 12 % |
| OpinionWay                                                       | 17 au 18 mai 2011                    | 584                                  | —                                    | Hollande 51 % \| Aubry 28 % \| Royal 13 % \| Montebourg 4 % \| Valls 4 % | 9 %  |
| OpinionWay                                                       | 17 au 18 mai 2011                    | 584                                  | —                                    | Hollande 47 % \| Aubry 25 % \| Royal 10 % \| Delanoë 9 % \| Valls 4 % \| Fabius 3 % \| Montebourg 2 %                                                                           | 6 %  |
| Ifop                                                             | 17 au 19 mai 2011                    | 442                                  | —                                    | Hollande 50 % \| Aubry 27 % \| Royal 9 % \| Montebourg 4 % \| Valls 3 % | —    |
| Ifop                                                             | 19 au 27 mai 2011                    | 505                                  | —                                    | Hollande 46 % \| Aubry 35 % \| Royal 9 % \| Valls 4 % \| Montebourg 3 % \| Autres candidats 1 %                                                                                 | 2 %  |
| Ifop                                                             | 1er au 10 juin 2011                  | 1 028                                | —                                    | Hollande 44 % \| Aubry 36 % \| Royal 10 % \| Valls 5 % \| Montebourg 3 % | 2 %  |
| OpinionWay                                                       | 15 au 17 juin 2011                   | 784                                  | —                                    | Hollande 45 % \| Aubry 33 % \| Royal 14 % \| Montebourg 4 % \| Valls 4 % | 4 %  |
| OpinionWay                                                       | 15 au 17 juin 2011                   | 784                                  | —                                    | Hollande 44 % \| Aubry 31 % \| Royal 14 % \| Montebourg 4 % \| Valls 4 % \| Moscovici 3 %                                                                                       | 4 %  |
| CSA                                                              | 20 au 21 juin 2011                   | —                                    | —                                    | Hollande 41 % \| Aubry 37 % \| Royal 9 % \| Moscovici 5 % \| Montebourg 4 % \| Valls 4 %                                                                                        | 0 %  |
| Ifop                                                             | 16 au 24 juin 2011                   | 470                                  | —                                    | Hollande 43 % \| Aubry 34 % \| Royal 11 % \| Valls 4 % \| Montebourg 3 % \| Autres candidats 1 %                                                                                | 4 %  |
| Harris                                                           | 24 au 27 juin 2011                   | —                                    | —                                    | Hollande 43 % \| Aubry 34 % \| Royal 9 % \| Valls 4 % \| Montebourg 3 % | 7 %  |
| Opinionway                                                       | 4 au 5 juillet 2011                  | 420                                  | —                                    | Hollande 38 % \| Strauss-Kahn 33 % \| Royal 16 % \| Montebourg 9 % \| Valls 4 %                                                                                                 | 12 % |
| Opinionway                                                       | 4 au 5 juillet 2011                  | 420                                  | —                                    | Aubry 37 % \| Hollande 35 % \| Royal 15 % \| Montebourg 8 % \| Valls 5 % | 11 % |
| Ifop                                                             | 30 juin au 8 juillet 2011            | —                                    | —                                    | Hollande 42 % \| Aubry 41 % \| Royal 9 % \| Valls 4 % \| Montebourg 3 % \| Autres candidats 1 %                                                                                 | 1 %  |
| CSA                                                              | 11 juillet 2011                      | —                                    | —                                    | Aubry 41 % \| Hollande 41 % \| Royal 11 % \| Valls 2 % \| Montebourg 1 % \| Baylet 0 %                                                                                          | 4 %  |
| OpinionWay                                                       | 13 au 15 juillet 2011                | 668                                  | —                                    | Hollande 45 % \| Aubry 35 % \| Royal 14 % \| Montebourg 3 % \| Valls 3 % \| Baylet 0 %                                                                                          | 5 %  |
| Début de la campagne officielle de la primaire (20 juillet 2011) |                                      |                                      |                                      | |      |
| Ifop                                                             | 21 au 29 juillet 2011                | 565                                  | —                                    | Hollande 48 % \| Aubry 36 % \| Royal 9 % \| Montebourg 2 % \| Valls 2 % \| Baylet 1 %                                                                                           | 2 %  |
| Viavoice                                                         | 18 au 19 août 2011                   | 275                                  | —                                    | Hollande 49 % \| Aubry 24 % \| Royal 9 % \| Valls 5 % \| Montebourg 1 % \| Baylet 0 %                                                                                           | 13 % |
| Harris                                                           | 17 au 22 août 2011                   | —                                    | —                                    | Hollande 49 % \| Aubry 30 % \| Royal 7 % \| Montebourg 3 % \| Valls 3 % \| Baylet 0 %                                                                                           | 7 %  |
| CSA                                                              | 22 au 23 août                        | —                                    | —                                    | Hollande 45 % \| Aubry 39 % \| Royal 10 % \| Valls 3 % \| Montebourg 2 % \| Baylet 0 %                                                                                          | 1 %  |
| Ifop                                                             | 23 au 26 août 2011                   | 439                                  | —                                    | Hollande 47 % \| Aubry 31 % \| Royal 11 % \| Valls 5 % \| Montebourg 4 % \| Baylet 0 %                                                                                          | 2 %  |
| CSA                                                              | 19 au 20 sept. 2011                  | —                                    | 1 %                                  | Hollande 47 % \| Aubry 31 % \| Royal 9 % \| Valls 5 % \| Montebourg 4 % \| Baylet 1 %                                                                                           | 2 %  |
| OpinionWay                                                       | 23 au 26 septembre 2011              | 683                                  | —                                    | Hollande 46 % \| Aubry 33 % \| Royal 11 % \| Montebourg 6 % \| Valls 4 % \| Baylet 0 %                                                                                          | 5 %  |
| Harris                                                           | 28 au 29 septembre 2011              | —                                    | 5 %                                  | Hollande 49 % \| Aubry 26 % \| Montebourg 9 % \| Royal 6 % \| Valls 5 % \| Baylet 0 %                                                                                           | 7 %  |
| Ifop                                                             | 15 au 30 septembre 2011              | 782                                  | —                                    | Hollande 51 % \| Aubry 26 % \| Royal 9 % \| Montebourg 5 % \| Valls 5 % \| Baylet 1 %                                                                                           | 1 %  |
| OpinionWay                                                       | 5 au 6 octobre 2011                  | 775                                  | —                                    | Hollande 47 % \| Aubry 30 % \| Royal 11 % \| Montebourg 7 % \| Valls 5 % \| Baylet 0 %                                                                                          | —    |
| Résultats officiels (9 octobre 2011)                             | Résultats officiels (9 octobre 2011) | Résultats officiels (9 octobre 2011) | Résultats officiels (9 octobre 2011) | Hollande 39,17 % \| Aubry 30,42 % \| Montebourg 17,19 % \| Royal 6,95 % \| Valls 5,63 % \| Baylet 0,64 %                                                                        |      |

### Second tour
| Source                                                      | Date de réalisation                   | Taille du panel                       | Abstention, blancs, nuls, NSP         | photographie de Martine Aubry | photographie de Francois Hollande | photographie de Ségolène Royal | photographie de Dominique Strauss-Kahn |
| ----------------------------------------------------------- | ------------------------------------- | ------------------------------------- | ------------------------------------- | ----------------------------- | --------------------------------- | ------------------------------ | -------------------------------------- |
| Source                                                      | Date de réalisation                   | Taille du panel                       | Abstention, blancs, nuls, NSP         |                               |                                   |                                |                                        |
| Source                                                      | Date de réalisation                   | Taille du panel                       | Abstention, blancs, nuls, NSP         | Martine Aubry                 | François Hollande                 | Ségolène Royal                 | D. Strauss-Kahn                        |
| CSA                                                         | 17 au 18 janvier 2011                 | 280                                   | —                                     | 51 %                          | —                                 | —                              | 49 %                                   |
| CSA                                                         | 17 au 18 janvier 2011                 | 280                                   | —                                     | —                             | 45 %                              | —                              | 55 %                                   |
| CSA                                                         | 17 au 18 janvier 2011                 | 280                                   | —                                     | —                             | —                                 | 43 %                           | 57 %                                   |
| CSA                                                         | 17 au 18 janvier 2011                 | 280                                   | —                                     | 57 %                          | —                                 | 43 %                           | —                                      |
| CSA                                                         | 17 au 18 janvier 2011                 | 280                                   | —                                     | 57 %                          | 43 %                              | —                              | —                                      |
| CSA                                                         | 17 au 18 janvier 2011                 | 280                                   | —                                     | —                             | 51 %                              | 49 %                           | —                                      |
| Après l'arrestation de Dominique Strauss-Kahn (15 mai 2011) |                                       |                                       |                                       |                               |                                   |                                |                                        |
| Ipsos                                                       | 16 au 22 août 2011                    | 404                                   | 9 %                                   | 47 %                          | 53 %                              | —                              |                                        |
| Ipsos                                                       | 16 au 22 août 2011                    | 404                                   | 10 %                                  | 72 %                          | —                                 | 28 %                           |                                        |
| Ipsos                                                       | 16 au 22 août 2011                    | 404                                   | 10 %                                  | —                             | 74 %                              | 26 %                           |                                        |
| OpinionWay                                                  | 31 août au 1er septembre 2011         | 222                                   | 7 %                                   | 47 %                          | 53 %                              | —                              |                                        |
| CSA                                                         | 19 au 20 septembre 2011               | —                                     | 8 %                                   | 40 %                          | 52 %                              | —                              |                                        |
| CSA                                                         | 19 au 20 septembre 2011               | —                                     | 10 %                                  | 66 %                          | —                                 | 24 %                           |                                        |
| CSA                                                         | 19 au 20 septembre 2011               | —                                     | 7 %                                   | —                             | 66 %                              | 27 %                           |                                        |
| OpinionWay                                                  | 23 au 26 septembre 2011               | 204                                   | —                                     | 42 %                          | 58 %                              | —                              |                                        |
| Ipsos                                                       | 21 au 26 septembre 2011               | 574                                   | —                                     | 41 %                          | 59 %                              | —                              |                                        |
| Ipsos                                                       | 21 au 26 septembre 2011               | 574                                   | —                                     | 73 %                          | —                                 | 27 %                           |                                        |
| Ipsos                                                       | 21 au 26 septembre 2011               | 574                                   | —                                     | —                             | 75 %                              | 25 %                           |                                        |
| OpinionWay                                                  | 5 au 6 octobre 2011                   | 293                                   | —                                     | 40 %                          | 60 %                              | —                              |                                        |
| Après le premier tour (9 octobre 2011)                      |                                       |                                       |                                       |                               |                                   |                                |                                        |
| OpinionWay                                                  | 10 au 11 octobre 2011                 | 638                                   | —                                     | 48 %                          | 52 %                              |                                |                                        |
| OpinionWay                                                  | 12 au 13 octobre 2011                 | 610                                   | —                                     | 48 %                          | 52 %                              |                                |                                        |
| Résultats officiels (16 octobre 2011)                       | Résultats officiels (16 octobre 2011) | Résultats officiels (16 octobre 2011) | Résultats officiels (16 octobre 2011) | 43,43                         | 56,57 %                           |                                |                                        |

| Source                                                           | Date de réalisation                   | Taille du panel                       | Abstention, blancs, nuls, NSP         | photographie de Martine Aubry | photographie de Francois Hollande | photographie de Ségolène Royal |
| ---------------------------------------------------------------- | ------------------------------------- | ------------------------------------- | ------------------------------------- | ----------------------------- | --------------------------------- | ------------------------------ |
| Source                                                           | Date de réalisation                   | Taille du panel                       | Abstention, blancs, nuls, NSP         |                               |                                   |                                |
| Source                                                           | Date de réalisation                   | Taille du panel                       | Abstention, blancs, nuls, NSP         | Martine Aubry                 | François Hollande                 | Ségolène Royal                 |
| Ifop                                                             | 19 au 27 mai 2011                     | —                                     | —                                     | 47 %                          | 53 %                              | —                              |
| Ifop                                                             | 1er au 10 juin 2011                   | 1028                                  | —                                     | 48 %                          | 52 %                              | —                              |
| CSA                                                              | 20 au 21 juin 2011                    | —                                     | 7 %                                   | 42 %                          | 51 %                              | —                              |
| CSA                                                              | 20 au 21 juin 2011                    | —                                     | 10 %                                  | 68 %                          | —                                 | 22 %                           |
| CSA                                                              | 20 au 21 juin 2011                    | —                                     | 8 %                                   | —                             | 69 %                              | 23 %                           |
| Ifop                                                             | 16 au 24 juin 2011                    | 971                                   | —                                     | 47 %                          | 53 %                              | —                              |
| Ifop                                                             | 30 juin au 8 juillet 2011             | 1053                                  | —                                     | 50 %                          | 50 %                              | —                              |
| CSA                                                              | 11 juillet 2011                       | —                                     | 9 %                                   | 43 %                          | 48 %                              | —                              |
| CSA                                                              | 11 juillet 2011                       | —                                     | 11 %                                  | 61 %                          | —                                 | 28 %                           |
| CSA                                                              | 11 juillet 2011                       | —                                     | 10 %                                  | —                             | 65 %                              | 25 %                           |
| OpinionWay                                                       | 13 au 15 juillet 2011                 | 1113                                  | —                                     | 44 %                          | 56 %                              | —                              |
| Début de la campagne officielle de la primaire (20 juillet 2011) |                                       |                                       |                                       |                               |                                   |                                |
| Ifop                                                             | 21 au 29 juillet 2011                 | 1093                                  | —                                     | 45 %                          | 55 %                              | —                              |
| CSA                                                              | 22 au 23 août                         | —                                     | 6 %                                   | 45 %                          | 49 %                              | —                              |
| CSA                                                              | 22 au 23 août                         | —                                     | 5 %                                   | 66 %                          | —                                 | 29 %                           |
| CSA                                                              | 22 au 23 août                         | —                                     | 4 %                                   | —                             | 71 %                              | 25 %                           |
| OpinionWay                                                       | 23 au 26 septembre 2011               | 1 133                                 | 14 %                                  | 43 %                          | 57 %                              | —                              |
| Ifop                                                             | 15 au 30 septembre 2011               | 1 434                                 | —                                     | 41 %                          | 59 %                              | —                              |
| OpinionWay                                                       | 5 au 6 octobre 2011                   | 1 261                                 | 14 %                                  | 42 %                          | 58 %                              | —                              |
| Après le premier tour (9 octobre 2011)                           |                                       |                                       |                                       |                               |                                   |                                |
| OpinionWay                                                       | 10 au 11 octobre 2011                 | 2 196                                 | 14 %                                  | 46 %                          | 54 %                              |                                |
| Harris                                                           | 9 au 11 octobre 2011                  | —                                     | 12 %                                  | 41 %                          | 47 %                              |                                |
| OpinionWay                                                       | 12 au 13 octobre 2011                 | 1 990                                 | 14 %                                  | 47 %                          | 53 %                              |                                |
| Résultats officiels (16 octobre 2011)                            | Résultats officiels (16 octobre 2011) | Résultats officiels (16 octobre 2011) | Résultats officiels (16 octobre 2011) | 43,43                         | 56,57 %                           |                                |

| Source                                                           | Date de réalisation                   | Taille du panel                       | Abstention, blancs, nuls, NSP         | photographie de Martine Aubry | photographie de Francois Hollande | photographie de Ségolène Royal | photographie de Dominique Strauss-Kahn |
| ---------------------------------------------------------------- | ------------------------------------- | ------------------------------------- | ------------------------------------- | ----------------------------- | --------------------------------- | ------------------------------ | -------------------------------------- |
| Source                                                           | Date de réalisation                   | Taille du panel                       | Abstention, blancs, nuls, NSP         |                               |                                   |                                |                                        |
| Source                                                           | Date de réalisation                   | Taille du panel                       | Abstention, blancs, nuls, NSP         | Martine Aubry                 | François Hollande                 | Ségolène Royal                 | D. Strauss-Kahn                        |
| Ifop                                                             | 8 au 9 avril 2010                     | —                                     | —                                     | 50 %                          | —                                 | —                              | 50 %                                   |
| Ifop                                                             | 8 au 9 avril 2010                     | —                                     | 2 %                                   | 57 %                          | —                                 | 41 %                           | —                                      |
| Ifop                                                             | 8 au 9 avril 2010                     | —                                     | —                                     | —                             | —                                 | 39 %                           | 61 %                                   |
| Après l'arrestation de Dominique Strauss-Kahn (15 mai 2011)      |                                       |                                       |                                       |                               |                                   |                                |                                        |
| Ifop                                                             | 16 au 24 juin 2011                    | —                                     | —                                     | 42 %                          | 58 %                              | —                              |                                        |
| CSA                                                              | 20 au 21 juin 2011                    | —                                     | 4 %                                   | 39 %                          | 57 %                              | —                              |                                        |
| CSA                                                              | 20 au 21 juin 2011                    | —                                     | 2 %                                   | 77 %                          | —                                 | 21 %                           |                                        |
| CSA                                                              | 20 au 21 juin 2011                    | —                                     | 2 %                                   | —                             | 82 %                              | 16 %                           |                                        |
| Ifop                                                             | 30 juin au 8 juillet 2011             | —                                     | —                                     | 47 %                          | 53 %                              | —                              |                                        |
| CSA                                                              | 11 juillet 2011                       | —                                     | 6 %                                   | 42 %                          | 52 %                              | —                              |                                        |
| CSA                                                              | 11 juillet 2011                       | —                                     | 3 %                                   | 74 %                          | —                                 | 23 %                           |                                        |
| CSA                                                              | 11 juillet 2011                       | —                                     | 6 %                                   | —                             | 73 %                              | 21 %                           |                                        |
| OpinionWay                                                       | 13 au 15 juillet 2011                 | —                                     | —                                     | 43 %                          | 57 %                              | —                              |                                        |
| Début de la campagne officielle de la primaire (20 juillet 2011) |                                       |                                       |                                       |                               |                                   |                                |                                        |
| Ifop                                                             | 21 au 29 juillet 2011                 | 565                                   | —                                     | 42 %                          | 58 %                              | —                              |                                        |
| CSA                                                              | 22 au 23 août 2011                    | —                                     | 2 %                                   | 47 %                          | 51 %                              | —                              |                                        |
| CSA                                                              | 22 au 23 août 2011                    | —                                     | 1 %                                   | 77 %                          | —                                 | 22 %                           |                                        |
| CSA                                                              | 22 au 23 août 2011                    | —                                     | 1 %                                   | —                             | 81 %                              | 18 %                           |                                        |
| Ifop                                                             | 23 au 26 août 2011                    | —                                     | —                                     | 42 %                          | 58 %                              | —                              |                                        |
| CSA                                                              | 19 au 20 septembre 2011               | —                                     | 3 %                                   | 40 %                          | 57 %                              | —                              |                                        |
| CSA                                                              | 19 au 20 septembre 2011               | —                                     | 4 %                                   | 82 %                          | —                                 | 14 %                           |                                        |
| CSA                                                              | 19 au 20 septembre 2011               | —                                     | 1 %                                   | —                             | 84 %                              | 15 %                           |                                        |
| OpinionWay                                                       | 23 au 26 septembre 2011               | 681                                   | 6 %                                   | 43 %                          | 57 %                              | —                              |                                        |
| Ifop                                                             | 15 au 30 septembre 2011               | 782                                   | —                                     | 35 %                          | 65 %                              | —                              |                                        |
| OpinionWay                                                       | 5 au 6 octobre 2011                   | 775                                   | 6 %                                   | 41 %                          | 59 %                              | —                              |                                        |
| Après le premier tour (9 octobre 2011)                           |                                       |                                       |                                       |                               |                                   |                                |                                        |
| OpinionWay                                                       | 10 au 11 octobre 2011                 | 1 372                                 | 7 %                                   | 42 %                          | 58 %                              |                                |                                        |
| Harris                                                           | 9 au 11 octobre 2011                  | —                                     | 4 %                                   | 40 %                          | 56 %                              |                                |                                        |
| OpinionWay                                                       | 12 au 13 octobre 2011                 | 1 254                                 | 9 %                                   | 44 %                          | 56 %                              |                                |                                        |
| Résultats officiels (16 octobre 2011)                            | Résultats officiels (16 octobre 2011) | Résultats officiels (16 octobre 2011) | Résultats officiels (16 octobre 2011) | 43,43                         | 56,57 %                           |                                |                                        |